# Joseph Joffre
Vous lisez un « bon article » labellisé en 2007.
« Joffre » redirige ici. Pour les autres significations, voir Joffre (homonymie).
Joseph Joffre, né le 12 janvier 1852 à Rivesaltes (Pyrénées-Orientales) et mort le 3 janvier 1931 à Paris (Seine), est un général, maréchal de France et membre de l’Académie française. Il s'illustre notamment comme généralissime des armées françaises durant la Première Guerre mondiale entre 1914 et 1916.
Après un début de carrière marqué par les expéditions coloniales (Tonkin, Soudan français et Madagascar), il est nommé en 1911 chef d'État-Major général de l'Armée, notamment parce qu'il est un spécialiste de la logistique ferroviaire. En 1914, en tant que commandant en chef des armées, il met en œuvre le plan de mobilisation et de concentration (le plan XVII), puis fait appliquer le principe de l'« offensive à outrance », alors enseigné à l'École de guerre, qui se révèle extrêmement coûteux en vies humaines, notamment lors de la bataille des Frontières. Il est ensuite l'artisan de la victoire alliée lors de la bataille de la Marne.
Confronté à l'impasse de la guerre de position sur le front de l'Ouest, ses offensives de l'hiver 1914-1915 (en Champagne), du printemps 1915 (en Artois), de l'automne 1915 (de nouveau en Artois et en Champagne) et de l'été 1916 (sur la Somme) échouent. Fin 1916, il est élevé à la dignité de maréchal de France et remplacé par le général Nivelle. En avril 1917, il conduit avec Viviani la délégation française envoyée aux États-Unis et convainc le président Wilson de hâter la formation et l'envoi de l'armée américaine sur le front. En 1918, il est élu à l'Académie française.

## Carrière militaire au service du génie

### Jeune officier venu du Roussillon

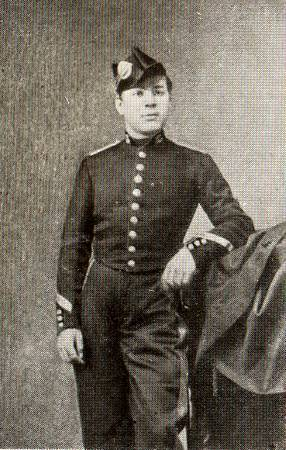
Le polytechnicien Joseph Joffre à l'âge de dix-sept ans.

Joseph Joffre naît à Rivesaltes, le 12 janvier 1852, à 8 heures du matin. La famille, d'origine catalane, est aisée et nombreuse : le père, Gilles Joffre (1823-1899), est tonnelier et la mère, Catherine Plas (1822-1899), mère au foyer,. Élève brillant, il fait d'abord ses études secondaires au lycée François-Arago de Perpignan, puis en 1868 au lycée Charlemagne à Paris en classe préparatoire aux grandes écoles. Classé 14e sur 132 au concours d’entrée à l'École polytechnique, de juillet 1869, il est le benjamin de sa promotion car il n'a que dix-sept ans. Un de ses amis dira de lui : « Il avait vraiment bon air, sous le frac, avec ses galons d'or tout neufs ».
Il suit l'instruction militaire depuis quelques mois quand la guerre franco-prussienne éclate durant l’été 1870. Il est aussitôt affecté au bastion 39, près de La Villette. Il est déçu par la médiocrité de la défense française. Joseph Joffre participe à la guerre comme sous-lieutenant des 8e, 4e et enfin 21e régiments d'artillerie. En mars 1871 seulement, il retrouve l'École polytechnique avec ses camarades. Durant la semaine sanglante, Joffre se montre hostile à la Commune de Paris.
En juillet 1871, il retrouve une nouvelle fois l'École. À sa sortie de Polytechnique, il choisit le génie militaire et est affecté au 2e régiment à Montpellier en novembre 1871. Promu lieutenant en 1872, il est détaché à l'École d'application de l'artillerie et du génie à Fontainebleau. Il fait la connaissance d'une jeune veuve, Marie-Amélie Pourcheiroux de six ans son aînée, qu'il épouse le 11 octobre 1873 mais qui meurt en couches quelques mois après, le 3 avril 1874 à Montpellier. Il demande sa mutation.
Joffre est affecté au 1er régiment à Versailles au cours du printemps 1874. Il participe à la reconstruction de l'enceinte fortifiée de Paris puis il dirige la construction du fort de Montlignon (Val-d'Oise, 1874). Initié franc-maçon en 1875, il fait partie de la loge Alsace-Lorraine. Nommé capitaine, le jeune officier part pour Pontarlier travailler aux fortifications du Jura en 1876, puis à celles de Mont-Louis et Villefranche-de-Conflent de 1883 à 1884[réf. nécessaire].
Sa demande de partir pour l'Extrême-Orient est acceptée quelques mois après son dépôt, à la fin de l'année 1884.

### Les campagnes coloniales

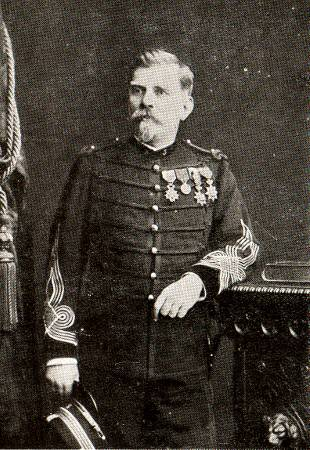
Joseph Joffre, chef de bataillon (1889).

#### Expédition du Tonkin
De retour à Paris, le capitaine Joffre reçoit sa mutation en Extrême-Orient, où la France cherche depuis plusieurs années à accroître son emprise économique et militaire. En janvier 1885, il embarque à Marseille et arrive sur l'île de Formose un mois et demi plus tard. Là-bas, il est nommé chef du génie sous les ordres de l'amiral Courbet. Chargé de fortifier la base de Chilung (organiser la communication, fortifier et loger), Joffre suit l'objectif de remporter la mainmise sur le Tonkin dans la guerre franco-chinoise.
Deux ans plus tôt, en avril 1883, l'Annam avait accordé un protectorat français sur le Tonkin contre l'avis de la Chine. Nommé chef du génie à Hanoï, Joseph Joffre organise les postes de défense du Tonkin septentrional en juillet 1885. Il tente d'améliorer les hôpitaux, d'ouvrir de nouvelles routes, des digues et des bureaux pour l'armée française. Son supérieur écrit :

« Officier très intelligent et instruit. Capable, zélé, tout dévoué à son service. A déjà eu l'occasion de faire de grands travaux de fortification […]. Par son mérite, par sa manière de servir, cet officier est digne d'arriver aux grades élevés de l'armée du génie. »

— Colonel Mensier, été 1885
Au mois de septembre suivant, la Chine abandonne toute prétention sur le Tonkin. Très satisfait de son subalterne, Courbet fait décorer l'officier du génie de la Légion d'honneur le 7 septembre.
En janvier 1887, le capitaine Joffre obtient sa première citation pour sa participation, au sein de la colonne Brissaud, aux opérations contre la position retranchée de Ba Dinh. Il y dirige les travaux de sape contre la citadelle assiégée et joue un rôle dans la victoire : il est cité à l'ordre de la division du Tonkin (mars 1887). En janvier 1888, il quitte le Tonkin pour faire le tour du monde (Chine, Japon et États-Unis).
De retour en France en octobre 1888, il est attaché au cabinet du directeur du génie et promu au grade de commandant l'année suivante. Chef de bataillon, il est affecté au 5e régiment du génie à Versailles où il se spécialise dans la logistique ferroviaire. En 1891, on le retrouve chargé de cours à l'École d'application de l'artillerie et du génie à Fontainebleau. En octobre 1892, le commandant Joffre est envoyé en Afrique dans la région du Soudan français (aujourd'hui le Mali) réclamé par le colonel Louis Archinard. Là, son objectif est de diriger la construction d'une ligne de chemin de fer entre Kayes, la capitale de la région depuis 1892, et Bamako.

#### Conquête de Tombouctou

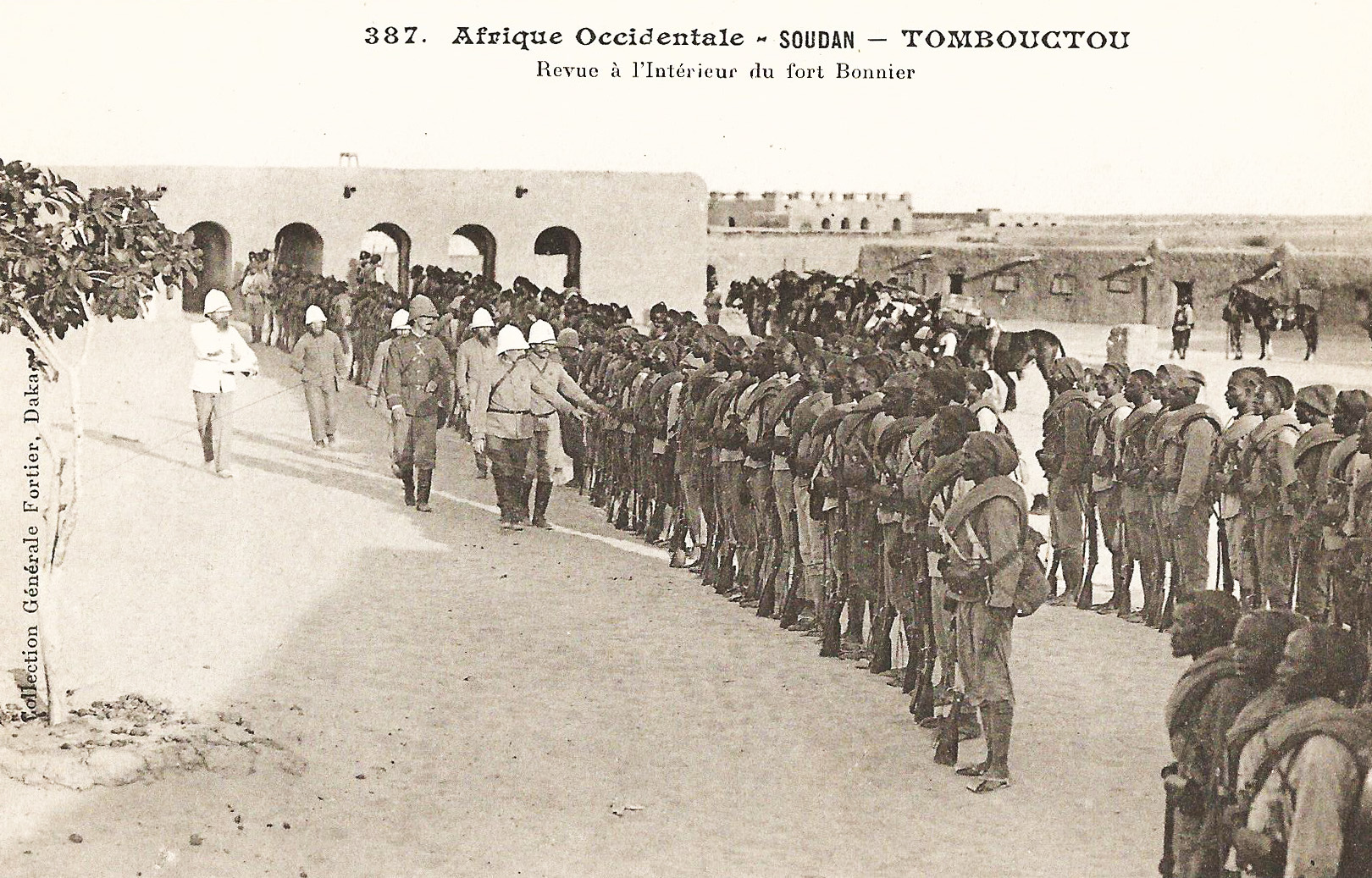
Le fort Bonnier qu'a fait construire le lieutenant-colonel Joffre à Tombouctou.

En décembre 1893, Louis Albert Grodet succède au général Archinard comme gouverneur du Soudan français. Paris lui demande d'étendre la conquête française, mais de manière pacifique à la différence de son prédécesseur. En déplacement à Tombouctou avec son secrétaire, le lieutenant Boiteux, en janvier 1894, Grodet est irrité par les officiers français.
Prétextant un danger réel et malgré le refus du gouverneur, le lieutenant-colonel Eugène Bonnier envoie deux colonnes de troupes, terrestre et navale, pour les protéger. La colonne terrestre est confiée au commandant Joffre alors mêlé à « la campagne de 1894 ». Bonnier ayant péri au cours d'une bataille contre les Touaregs, ce sont les hommes de Joffre qui prennent avec succès Tombouctou le 12 février.
Le commandant des Forces françaises du Soudan français déclare : « D'un esprit élevé, d'un caractère conciliant et très droit, Joseph Joffre a su mettre de côté toutes les questions de peu d'importance qui auraient pu soulever quelques difficultés et compromettre la bonne entente avec les chefs de service […]. »
Après la prise armée de Tombouctou et la soumission de ses habitants, Joffre est promu commandant de la région de Kayes-Tombouctou avec le grade de lieutenant-colonel en mars 1894. À son départ, la région semble au pouvoir des conquérants français. En mars 1895, il est affecté à l'état-major du génie et devient secrétaire de la commission d'examen des inventions pour l'Armée. Il revoit une ancienne connaissance, Henriette Penon, mariée, avec qui il a une liaison. Un enfant, Germaine, nait le 1er janvier 1898 : nul ne saura jamais si l'enfant est bien de Joffre ou du mari de sa maîtresse[réf. nécessaire].

#### Expédition de Madagascar
Nommé colonel deux ans plus tard, il participe sous les ordres du général Joseph Gallieni, gouverneur général de Madagascar, à la campagne de colonisation de l'île lancée depuis les années 1895 et 1896. Joffre est alors chargé de la fortification du port de Diego-Suarez pour lutter contre la poche de résistance malgache qui irrite beaucoup Gallieni.
À cause d'intrigues politiques, il est contraint de repartir en métropole en janvier 1901. Entre-temps, il est promu général de brigade et rappelé par Gallieni. Joffre est de retour à Madagascar pour achever sa mission en avril 1902.
Son travail exécuté, il retourne en France au cours du printemps 1903 ; il est fait commandeur de la Légion d'honneur.

### À la tête de l'armée française
Après un bref passage comme commandant de la 19e brigade de cavalerie à Vincennes, il est nommé directeur du génie au ministère de la Guerre en janvier 1904. Le 26 avril 1905, âgé de cinquante-trois ans, il épouse civilement Henriette Penon. La même année, il obtient sa troisième étoile de général de division et devient en 1906 le nouveau chef de la 6e division d'infanterie à Paris, puis il est nommé inspecteur permanent des écoles militaires en janvier 1907. En mai 1908, le divisionnaire prend en charge le commandement d'un corps d'armée : le 2e corps d'armée à Amiens. C'est de ce poste qu'il est chargé par le gouvernement Clemenceau de réprimer, à la tête de 50 pelotons de cavalerie, en 1909, la grève des boutonniers de l'Oise, notamment dans le canton de Méru.
Le général Joffre devient membre du Conseil supérieur de la guerre en mars 1910. Il prend une part active dans l'élaboration des plans de mobilisation, qui induisent les opérations militaires à mener contre l'Allemagne.
Au Conseil supérieur de la guerre réuni le 19 juillet 1911, le général Michel, chef stratégique des armées (vice-président du Conseil supérieur de la guerre et « Généralissime » en temps de guerre), présente ses propositions pour modifier le plan XVI de 1909. Pour faire face à l'invasion prévisible de forces allemandes surpuissantes par les plaines belges (entre mer du Nord et massif des Ardennes), le général Michel propose notamment la mise en production d'une industrie lourde performante et le doublement des effectifs combattant en 1ère ligne en associant étroitement unités d'active et unités de réservistes pour défendre en priorité toute la frontière avec la Belgique. Ce plan est rejeté à l'unanimité par les membres du Conseil. Deux jours après, le 21 juillet, qualifié d'« incapable » par le ministre de la Guerre Adolphe Messimy, Michel est destitué de ses fonctions en Conseil des ministres.
Messimy réforme alors le haut commandement militaire français. Les fonctions de chef d'état-major général (assurées jusqu'alors par le général Augustin Dubail) et de vice-président du Conseil supérieur de la guerre (généralissime en temps de guerre) ne font plus qu'une. Dans un premier temps, le général Gallieni, 62 ans, est consulté pour prendre la tête de l'Armée ; mais il refuse en faisant état de la limite d'âge (64 ans) et de sa santé fragile. Deux autres généraux sont proposés : Paul Pau et Joseph Joffre. Le général Pau refuse pour deux raisons : son âge également de 62 ans et le fait que le gouvernement aura son mot à dire sur la nomination de ses officiers généraux. Par défaut, le 28 juillet 1911, c'est Joseph Joffre qui est nommé tandis qu'Augustin Dubail est rétrogradé sous les ordres de Joffre avec le simple titre de « chef d'état-major de l'armée ». Le passé de franc-maçon de Joffre lui a sans doute valu d’être « préféré pour ce poste au général Pau dont la tendance « cléricale » était notoire ».

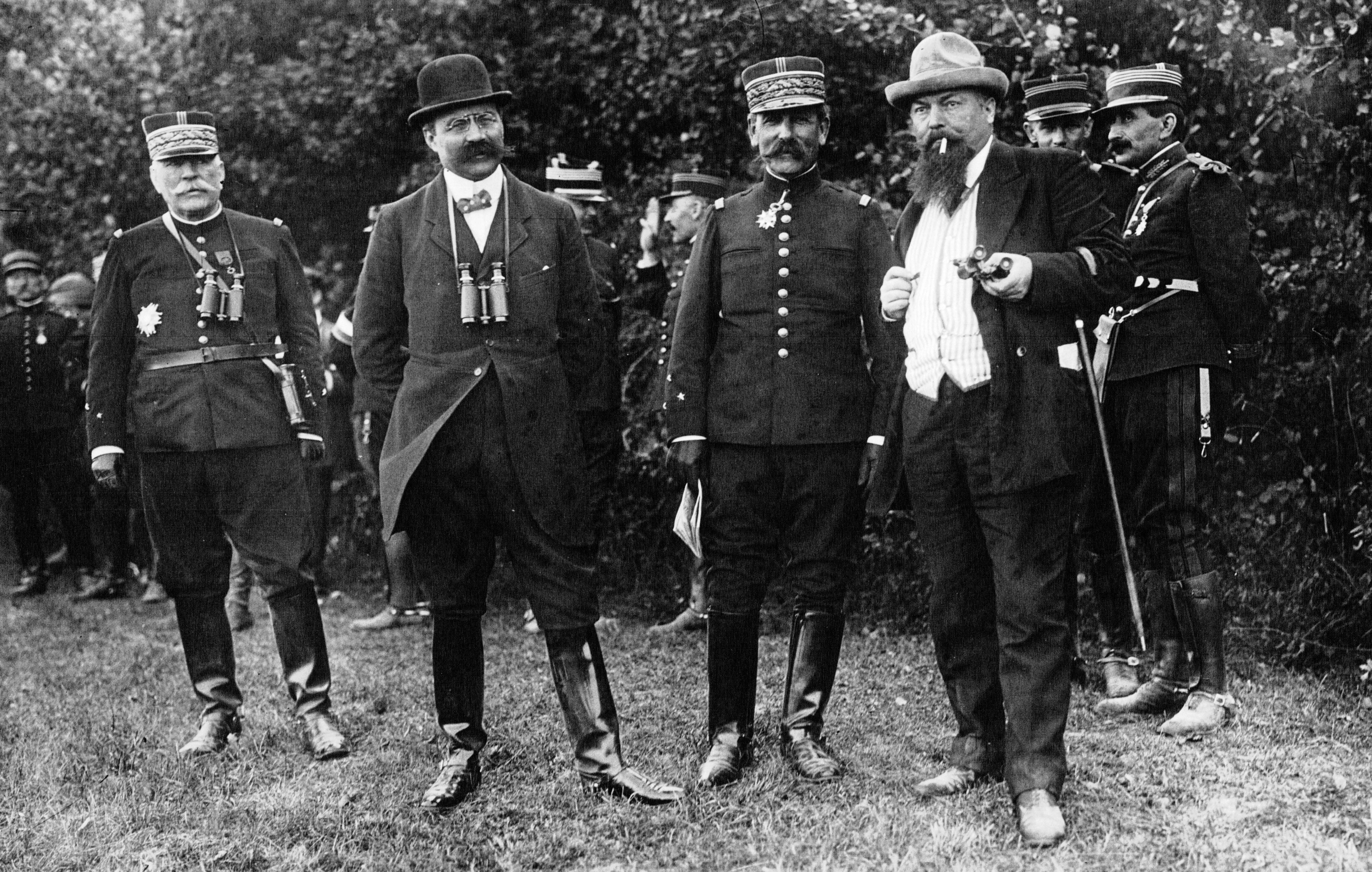
Grandes manœuvres de 1911, au premier plan de gauche à droite : Joffre, le ministre Adolphe Messimy, le général Chomer (la personne en civil à droite n'est pas identifiée).

À 59 ans, c'est un des plus jeunes généraux de division de l'époque, également un des rares officiers de haut rang à avoir une expérience internationale (Formose en 1885 et Japon en 1888) et enfin il a été un des brillants artisans de l'enracinement de la France dans tous les territoires d'outre-mer (Tonkin, Soudan français et Madagascar).
Mais le ministre Messimy s'étant opposé à la nomination de Ferdinand Foch - son préféré pour être son autre adjoint -, Joffre hésite entre Charles Lanrezac et Édouard de Castelnau. Son choix se porte finalement sur Édouard de Castelnau qui est nommé cinq jours plus tard, le 2 août 1911, « 1er sous-chef d'état-major général ». Édouard de Castelnau qui deviendra ensuite le seul adjoint de Joffre avec le titre de « sous-chef d'état-major général ».
En août 1911, éclate le coup d'Agadir : il y a danger de guerre. Le président du Conseil Joseph Caillaux se renseigne auprès de Joffre :

« – Général, on dit que Napoléon ne livrait bataille que lorsqu'il pensait avoir au moins 70 % de chances de succès. Avons-nous 70 % de chances de victoire si la situation nous accule à la guerre ?
– Non, je ne considère pas que nous les ayons, répond Joffre.
– C'est bien, alors nous négocierons… décide Caillaux. »

Conscient des risques de conflit avec l'Allemagne, Joffre réorganise l'Armée. Il obtient des financements importants, met en place les aspects logistiques, les infrastructures indispensables et enfin il mise sur de nouvelles unités : l'artillerie lourde et l'aviation. En dernier lieu, le généralissime consolide durant l’année 1913 les rapports avec l'Empire russe et le Royaume-Uni, avec qui la France s'est engagée militairement au sein de la Triple-Entente depuis août 1907. Au cours de l’été 1914, l'Armée française achève de combler une partie de son handicap face au puissant voisin grâce à l'organisation du généralissime Joffre. Le 11 juillet 1914, le généralissime est fait grand-croix de la Légion d'honneur.

## L’offensive à outrance

### La coopération franco-britannique
En juillet 1911, à la suite de la crise d'Agadir occasionnée par l'envoi d'une canonnière allemande, le général Henry Hughes Wilson, directeur des opérations au ministère britannique de la Guerre, se rend à Paris pour suivre les manœuvres françaises. Le Royaume-Uni coopère avec la France mais pousse Caillaux à réagir fermement vis-à-vis de l'Allemagne. Joffre témoigne :

« C'est […] du début de cette période que datent les premières conversations entre l'État-Major français et l'État-Major britannique. Le général Wilson vint en France travailler avec nous et préparer le débarquement éventuel d'un corps expéditionnaire britannique. Il fut le premier et bon ouvrier de cette collaboration. »

Au fil des mois, le rapprochement des Français et des Britanniques se précise. On décide du volume de soldats britanniques disponibles, qui seraient prêts à intervenir en cas de conflit et à quel moment :

« Nous souhaiterions savoir si les relations établies entre états-majors sont la conséquence d'un traité ou d'un accord verbal entre les deux gouvernements, ou bien s'ils résultent d'un consentement tacite entre ceux-ci. En outre, peut-on admettre que, selon toutes probabilités, l'Angleterre serait à nos côtés dans un conflit contre l'Allemagne ? »

Le chef d'État-Major exige que l'Armée soit profondément réformée (la doctrine militaire, les règlements, le matériel, le haut commandement et la mobilisation), alors qu'elle est divisée par l'affaire des fiches et les influences politiques. D'ailleurs, le 19 juillet 1913 une loi instituant le service militaire à trois ans est votée. Le nouveau haut commandement élabore divers plans d'offensive dont le fameux plan XVII. Ce dernier est l'œuvre d'un des stratèges de l'État-Major qui donne des conférences au centre des hautes études militaires, le colonel Louis de Grandmaison pour qui — comme pour beaucoup d'officiers français — l'objectif primordial est la récupération de l'Alsace-Lorraine perdue en 1871. Joffre fait également établir des thèmes de travail et des règlements qu'on expérimente lors des manœuvres sur le terrain.
Le 21 février 1912 a lieu une réunion secrète au Quai d'Orsay à Paris, à laquelle le général Joffre est présent : l'objectif est la mise en commun des différentes mesures des États-Majors russe, britannique et français. Rapidement la question de la neutralité belge arrive dans les débats. En janvier 1912 à ce sujet, le président du Conseil Raymond Poincaré conseille à Joffre de se montrer prudent afin de ménager l'opinion britannique :

« En tout état de cause, il faudrait assurer qu'un plan de pénétration française en Belgique ne déterminerait pas le gouvernement britannique à nous retirer son concours. »

Joffre prévoit dans son plan XVII une pénétration préventive en Belgique mais le gouvernement l'en dissuade. En effet, en novembre 1912, la Belgique est toujours neutre en vertu des traités de 1831 et 1839. Ceux-ci lui font un devoir de se défendre contre toute intrusion militaire et d'appeler immédiatement ses garants qui sont la France, le Royaume-Uni et l'Allemagne. Dans le cas d'une initiative militaire française, la Belgique se trouverait ipso facto obligée d'appeler le Royaume-Uni à son secours, mais aussi l'Allemagne. Donc si la France violait la première la neutralité belge, il en résulterait un embarras diplomatique avec l'Angleterre et cela donnerait un avantage numérique consolidé à la Triplice.

### Mise en place du plan XVII

Les axes d'attaque prévus par le plan Schlieffen (de 1905, en rouge) et par le plan XVII (en bleu).

Durant l'année 1913, l'État-Major prépare le nouveau plan de mobilisation et de concentration de l'Armée de terre française. Les différents documents donnant les ordres à appliquer en cas de mobilisation sont envoyés aux unités pendant l'hiver 1913-1914, le plan devenant applicable à partir du 15 avril 1914 sous le nom de plan XVII. Il prévoit la mobilisation des réservistes, permettant d'augmenter massivement le nombre d'unités, puis leur transport ferroviaire jusqu'aux zones de concentration dans le Nord-Est de la France, ainsi qu'un déploiement de couverture pendant toute la période, d'une durée de 17 jours. Le déploiement planifié, avec de multiples variantes, induit les opérations projetées : deux offensives françaises sont prévues, l'une sur le plateau lorrain entre Vosges et Metz (par les 1re et 2e armées), l'autre dans le Thionvillois entre Luxembourg et Diedenhofen, ou dans le Luxembourg belge en cas d'invasion allemande de la Belgique (par les 4e et 5e armées). Entre les deux, les fortifications mosellanes doivent être encerclées (par la 3e armée).
Le plan est complété par le règlement d'infanterie qui stipule alors que la victoire dépend surtout de la supériorité des forces morales. Supériorité s'appuyant sur l'esprit combatif des soldats français allié à la supériorité du canon de 75 mm. Ces éléments sont au fondement du principe de l'offensive à outrance.
Stratégiquement, pour Joffre, la clé de la victoire c'est de « rompre le front adverse pour déboucher sur les vastes espaces où la « vraie » guerre pourrait avoir lieu ». Pourtant certains se montrèrent dans leurs écrits ultérieurs plutôt hostiles aux idées du généralissime : c'est le cas du capitaine Bellanger, du général Estienne, du général Lanrezac et du colonel Pétain. Ces derniers préconisent plutôt la puissance matérielle de l'artillerie, la manœuvre et l'initiative. D'autant que l'État-Major général sous-estime la puissance militaire allemande. Helmuth von Moltke dirige une armée rapide, facilement manœuvrable et appliquant une double tactique à la fois offensive (par prise de flanc) et défensive (appui des mitrailleuses). Joffre est à la base un officier du génie qui n'a pas reçu les enseignements de l'École de guerre. Il n'a qu'une maigre expérience de la direction d'une armée et il fait confiance aveuglément au plan XVII en minimisant le rôle de l'artillerie lourde.
Depuis 1905, l'État-Major français est en possession des grandes lignes de l'ancien plan Schlieffen, fourni par un officier allemand félon, qui prévoit un vaste enveloppement par la Belgique et la prise de Paris. Le général Joffre, qui doit diriger les opérations en cas de guerre, est persuadé que les Allemands ne vont pas utiliser toutes leurs réserves — comme le prétendait le général Michel — et qu'ils ne pourront pas à la fois mener une grande offensive en Belgique, comme leur plan le prévoit, et repousser les assauts du plan XVII en Lorraine. Ce que le généralissime n'a pas prévu, c'est qu'en Lorraine l'ennemi a rassemblé des forces importantes à 20 km en arrière de la frontière (pour piéger les Français) et qu'il a la supériorité du feu (mitrailleuses et artillerie lourde). La plupart des officiers français, eux, ne veulent pas entendre parler de ces armes modernes ; ils les jugent superflues… Excepté le canon de 75, l'artillerie française est très inférieure à l'allemande. Début 1914, l'artillerie lourde française est constituée de 280 pièces pour 848 à l'artillerie allemande.

### Échec du plan XVII: «Surtout, pas d'affolement !»

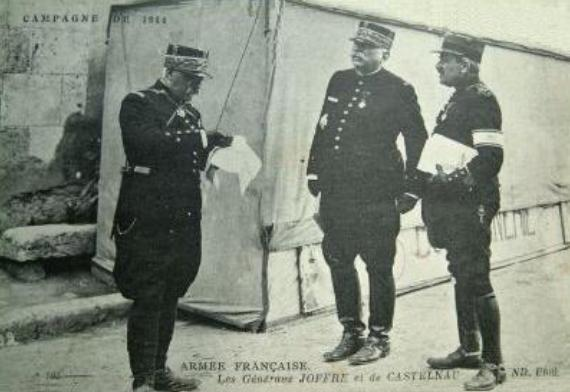
Les généraux Castelnau (à gauche) et Joffre (centre), vers juillet 1914--août 1914.

Le 29 juillet 1914, le Royaume-Uni demande à la France et à l'Allemagne si elles s'engagent à respecter la neutralité belge en cas de guerre : la France accepte. Le lendemain, Joffre obtient l'autorisation du ministre de la Guerre de replier les troupes de couverture à dix kilomètres de la frontière afin d'éviter toute provocation. Grâce à cette tactique, si les armées allemandes veulent entrer au contact des armées françaises, elles devront franchir la frontière, assumant le rôle d'agresseur. La France pourra alors condamner l'Allemagne et s'assurer la faveur de l'opinion publique britannique et l'aide militaire future de la Grande-Bretagne. Ceci d'autant plus que celle-ci est tenue, par son engagement de garante de la neutralité belge, d'intervenir contre l'Allemagne qui avait elle-même garanti la neutralité belge. En attendant, le Royaume-Uni reste réservé, attendant l'initiative allemande.
Le 1er août 1914, l'Allemagne et la France décrètent la mobilisation générale. Le 3 août 1914, l'ambassadeur d'Allemagne Wilhelm von Schoen se présente au président du Conseil René Viviani pour lui remettre la déclaration par laquelle l’Allemagne déclare la guerre à la France. Le 3 août, l'Allemagne lance un ultimatum à la Belgique d'avoir à laisser passer ses troupes (qui vont attaquer la France suivant le plan Schlieffen). Le 4 août, le roi des Belges Albert Ier et le gouvernement belge soutenus par le Parlement, rejettent l'ultimatum et annoncent que la Belgique se défendra. Le Royaume-Uni annonce le lendemain son intention de se battre aux côtés de la Belgique pour honorer sa garantie de la neutralité belge. Dans la nuit du 5 au 6 août, six brigades allemandes tentent un coup de main sur Liège, prennent le fort de la Chartreuse, puis la ville et sa citadelle mais échouent face aux autres forts. Le 8 août, Joffre, à la suite de la décision du gouvernement français de ne pas violer la neutralité, ne peut pas aller au secours des Belges, mis à part en envoyant le corps de cavalerie Sordet tenter la liaison, laisse les Allemands dérouler leur stratégie et ordonne aux 1re et 2e armées françaises de passer à l'offensive en Lorraine et en Alsace pour attaquer de front les troupes allemandes : c'est la bataille des Frontières. Quant aux Britanniques, ils entrent en Belgique et placent à Mons leur armée limitée à quatre divisions car ils ne sont pas en force pour s'aventurer plus à l'est et au nord pour aider les Belges.
| Poste                             | Titulaire du poste | Période                        |
| --------------------------------- | ------------------ | ------------------------------ |
| Commandant en chef des opérations | Gal Joffre         | 2 août 1914 - 26 décembre 1916 |
| Major général                     | Gal Belin          | 2 août 1914 - 22 mars 1915     |
| 1er aide major général            | Gal Berthelot      | 2 août 1914 - 22 novembre 1914 |
| 2e aide major général             | Gal Deprez         | 2 août 1914 - 21 août 1914     |
| Directeur de l'arrière            | Gal de Ladebat     | 2 août 1914 - 30 novembre 1914 |

| Armée           | Général commandant cette armée | Secteur              | Période                        |
| --------------- | ------------------------------ | -------------------- | ------------------------------ |
| 1re armée       | Augustin Dubail                | Vosges               | 2 août 1914 - 5 janvier 1915   |
| 2e armée        | Édouard de Castelnau           | Lorraine orientale   | 2 août 1914 - 21 juin 1915     |
| 3e armée        | Emmanuel Ruffey                | Lorraine occidentale | 2 août 1914 - 30 août 1914     |
| 4e armée        | Fernand de Langle de Cary      | Aisne-Ardennes       | 2 août 1914 - 11 décembre 1915 |
| 5e armée        | Charles Lanrezac               | Ardennes-Belgique    | 2 août 1914 - 3 septembre 1914 |
| armée des Alpes | Albert d'Amade                 | Alpes                | 2 août 1914 - 17 août 1914     |
| armée d'Alsace  | Paul Pau                       | Alsace               | 11 août 1914 - 28 août 1914    |

#### Alsace
Joffre confie le commandement de l'armée d'Alsace à l'un de ses proches collaborateurs, le général Pau, dont l'objectif est de libérer en quelques semaines la province perdue. Une partie de la 1re armée dirigée par le général Augustin Dubail entre en Alsace par Belfort puis s'établit sur le bord du Rhin le 4 août 1914. Le VIIe corps d'armée entre à Thann le 7 et à Mulhouse le 8. À Paris on félicite Joffre :

« Mon général, l'entrée des troupes françaises à Mulhouse, aux acclamations des Alsaciens, a fait tressaillir d'enthousiasme toute la France. La suite de la campagne nous apportera, j'en ai la ferme conviction, des succès dont la portée militaire dépassera celle de la journée d'aujourd'hui. Mais, au début de la guerre, l'énergique et brillante offensive que vous avez prise en Alsace nous apporte un précieux réconfort. Je suis profondément heureux, au nom du Gouvernement, de vous exprimer toute ma gratitude. »

— M. Messimy, ministre de la Guerre, au général Joffre, août 1914.
Cependant, la contre-offensive allemande est terrible et rapide, le général Pau est contraint d'évacuer l'ensemble de l'armée d'Alsace le 25 août. Seules Thann et sa région restent françaises jusqu'à la fin de la guerre. Cette nouvelle provoque un vent d'inquiétude dans toute la France[réf. nécessaire].

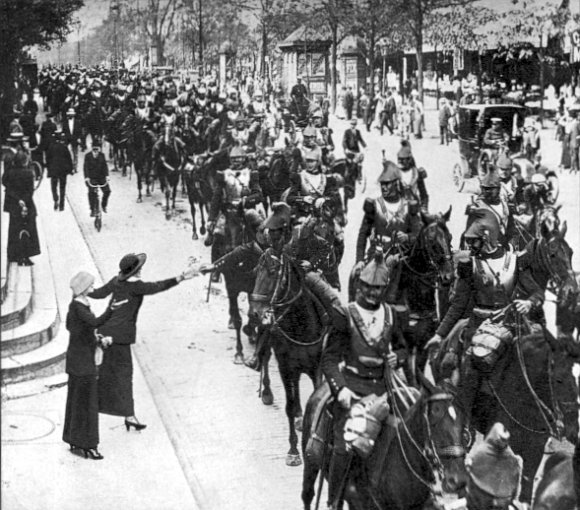
La cavalerie lourde, en armure, paradant à travers Paris avant de rejoindre le front, août 1914.

#### Lorraine
La Lorraine française a été dotée de quatre places fortes reliées alors par deux rideaux défensifs fortifiés plus ou moins abandonnés : Verdun-Toul et Épinal-Belfort séparés par une « trouée » non fortifiée de 60 km entre Toul et Épinal. Trouée au sens militaire dite de Charmes et organisée à l'époque pour y attirer l'ennemi et le battre sur ses flancs. Système défensif conçu par le général Séré de Rivières au lendemain de la défaite de 1870-1871 (places de Verdun à Toul et d'Épinal jusqu'à Belfort). Mais système défensif abandonné à partir des années 1890 au profit de la doctrine de l'offensive enseignée par Foch.
Joffre ordonne à la 3e armée d'avancer jusqu'à Sarrebruck puis, le Luxembourg étant occupé par l'armée Allemande, de lancer une offensive sur le grand-duché. La 2e armée dirigée par Castelnau s'engage sur le secteur de Morhange le 19 août. C'est un véritable « carnage » : l'infanterie française perd 8 000 hommes en deux jours (bataille de Morhange). Le 20 août, Castelnau ordonne le repli sur Lunéville.
L'autre partie de la 1re armée de Dubail est impliquée dans la bataille de Sarrebourg, où le commandant parvient à maintenir ses positions ; mais faute de renfort à l'ouest par la 2e armée, il doit se replier également. Forts de leurs contre-offensives, les Allemands se lancent sur Nancy, où ils sont repoussés par le 20e corps d'armée dirigé par le général Foch.

#### Ardennes
Lorsque Joffre apprend que les troupes allemandes pénètrent en Belgique, il réoriente la 5e armée du général Lanrezac vers le nord pour couvrir les autres armées du mouvement tournant sud-sud-ouest prévu par le plan Schlieffen. Joffre ordonne à la 5e armée d'attendre devant Mézières et d'affronter la IIe armée de Bülow à son arrivée. Plus à l'ouest, le corps expéditionnaire britannique affronte la Ire armée allemande de Kluck à Mons. Cependant manquant d'hommes, Lanrezac fait appel à une division de réserve, qui arrive trop tard. Le 14 août, Lanrezac rencontre Joffre en personne et lui expose une seconde fois sa crainte d'une grosse offensive allemande sur l'ouest.
Les Belges, quant à eux, qui ne peuvent compter, à ce stade de la guerre, sur l'arrivée des Britanniques et des Français, se replient sur Anvers le 19 août après des combats d'arrière-garde sur la Gette (bataille de Haelen). Quant aux Britanniques, n'étant pas en nombre suffisant pour participer offensivement à la bataille commune avec quatre divisions, ils tentent d'affronter l'armée allemande à Mons le 23 août. C'est au soir de ce même jour que Lanrezac ordonne, de son propre chef, la retraite de son armée vers Maubeuge pour éviter un « nouveau Sedan », c'est-à-dire un enveloppement complet de son armée par l'ennemi. Joffre est furieux.
Le bilan à la fin du mois d’août 1914 est lourd pour l'État-Major français. Ses différentes attaques se sont révélées inutiles et surtout désastreuses : on estime les victimes à plus de 100 000 morts côté français, des soldats en capote bleue et au pantalon rouge qui attaquent de front face aux mitrailleuses allemandes. Quasiment toutes les armées françaises battent en retraite et sont dans l'ensemble désordonnées.
A la demande du ministre de la guerre: Adolphe Messimy, le général Joffre doit ordonner qu'on pourchasse et qu'on exécute non seulement les fuyards mais également tout officier faisant preuve « d'insuffisance et de faiblesse, mais encore d'incapacité ou de lâcheté manifeste devant l'ennemi ».

  L'historien militaire Rémy Porte explique que Messimy, renoua avec les accents de la Révolution et le thème de la "patrie en danger "pour inviter fermement le généralisme Joffre à l'intransigeance dans le limogeage des généraux, comme dans son télégramme du 24 août :
" Il n'y a pas d'autre peine que la mise à mort immédiate : les premiers frappés doivent être les officiers coupables s'il en est. La seule loi de la France, à l'heure actuelle, est de "vaincre ou mourir". [...]" Eliminez les vieillards sans pitié"
Le télégramme fut suivi le même jour par sa célèbre lettre:
Mon général,
Vous remettez à ma disposition les généraux Brochin et Gillain. Remettre à ma disposition n'est pas assez, quand il y a eu lâcheté, comme dans le cas du général Gillain.
Vous voudrez bien, à l'avenir, faire venir les officiers relevés de leur commandement au GQC, par automobile, les faire passer en conseil de guerre . J'estime qu'il n'est pas , comme en 1793, d'autres peines que la destitution ou la mort.
Vous voulez la Victoire: prenez en les moyens, rapides, brutaux, énergiques et décisifs.
En tout cas, ne renvoyez pas à l'intérieur des gens qui clabaudent contre vous et nous: mettez les sous clefs, en attendant leur jugement.
S'il le faut, je chargerai le général Gallieni de présider le conseil de guerre permanent qui ne doit pas siéger à Paris, mais aux armées
Messimy
Depuis le 3 août, le gouvernement oblige le commandement militaire à faire exécuter les sentences de mort. Devant ce qui peut laisser augurer une défaite française, l'État-Major allemand décide de se diriger sans tarder sur Paris, pensant que la prise de la capitale pourrait entraîner l'effondrement de la France.

« Nos troupes si visibles avec leurs culottes rouges, nos officiers plus visibles encore avec leur tenue différente de celle de la troupe et l'obligation que leur faisait le Règlement de se tenir nettement hors du rang, s'étaient aventurées sur des polygones parfaitement repérés, où artillerie et infanterie tiraient à coup sûr. »

— Capitaine Georges Kimpflin, Le Premier Souffle.

« L'erreur de nos états-majors dirigeants a été de ne croire qu'à la guerre de mouvement et de nier la guerre de siège, de la nier non seulement avant, mais pendant la guerre elle-même. »

— Général Rouquerol.

## «Je ne sais qui l’a gagnée, mais je sais qui l'aurait perdue»

### La bataille de Guise
Joffre ordonne à la 5e armée de Lanrezac le lancement d'une offensive de flanc contre la IIe armée allemande autour de Guise afin de soulager d'une part le corps expéditionnaire anglais épuisé et d'autre part pour reprendre Saint-Quentin. Le 28 août, le général Douglas Haig fait savoir que son corps ne pourra pas renforcer Lanrezac à Saint-Quentin.
À l'est, les hommes du général Langle de Cary (4e armée) se battent héroïquement face aux Allemands. Le commandant en chef vient en personne au QG de Lanrezac ; il est très optimiste et il espère une belle offensive sur Saint-Quentin :

« Pousser l'attaque à fond, sans s'inquiéter de l'Armée anglaise. »

— J. Joffre, 28 août 1914
Le 29 août, Bülow lance une grande offensive sur Guise. Le 10e corps d'armée et la 51e division de réserve sont contraints de reculer. L'attaque sur Saint-Quentin est désormais impossible, sinon la 5e armée risque d'être prise en écharpe. Joffre revient au QG de Lanrezac qui doit modifier l'avancée. Au lieu d'attaquer Saint-Quentin, le 3e corps d'armée oblique sur la droite pour attaquer Guise par l'ouest. Ce dernier est aidé par le retour du 10e corps qui attaque par le sud. La supériorité numérique allemande est écrasante, et Bülow est maître de l'Oise.
Le 1er corps du général Franchet d'Esperey est dépêché sur place. Il dirige l'assaut contre les troupes et les ponts : le Xe corps allemand est arrêté puis l'ensemble de l'armée allemande bat en retraite vers le nord. Le 18e corps français s'arrête aux portes de Saint-Quentin.
Le commandant allemand appelle alors son homologue von Klück afin qu'il vienne en renfort à la tête de sa Ire armée. Cette dernière, qui se dirigeait sur Paris, change sa direction et bifurque vers le sud-est, offrant son flanc aux armées françaises. C'est à ce moment que manquent les 150 000 hommes retenus en Belgique par le siège de la place forte d'Anvers, la plus grande du genre en Europe avec ses trois ceintures de forteresses, depuis laquelle les Belges lancent trois sorties successives entre la fin août et la mi septembre, empêchant le commandement allemand de renforcer ses armées qui marchent sur Paris et dans l'Est de la France[réf. nécessaire].

### Stratégie de Joffre
Organisation sur le terrain du général Joffre (au 3 septembre 1914)
| Armée     | Général commandant cette armée | Secteur              | Période                         |
| --------- | ------------------------------ | -------------------- | ------------------------------- |
| 1re armée | Augustin Dubail                | Vosges               | 2 août 1914 - 5 janvier 1915    |
| 2e armée  | Édouard de Castelnau           | Lorraine orientale   | 2 août 1914 - 21 juin 1915      |
| 3e armée  | Maurice Sarrail                | Lorraine occidentale | 30 août 1914 - 22 juillet 1915  |
| 4e armée  | Fernand de Langle de Cary      | Aisne-Ardennes       | 2 août 1914 - 11 décembre 1915  |
| 5e armée  | Louis Franchet d'Espèrey       | Ardennes-Belgique    | 3 septembre 1914 - 31 mars 1916 |
| 6e armée  | Michel Maunoury                | Paris                | 17 août 1914 - 13 mars 1915     |
| 9e armée  | Ferdinand Foch                 | Autour de Paris      | 29 août 1914 - 7 octobre 1914   |

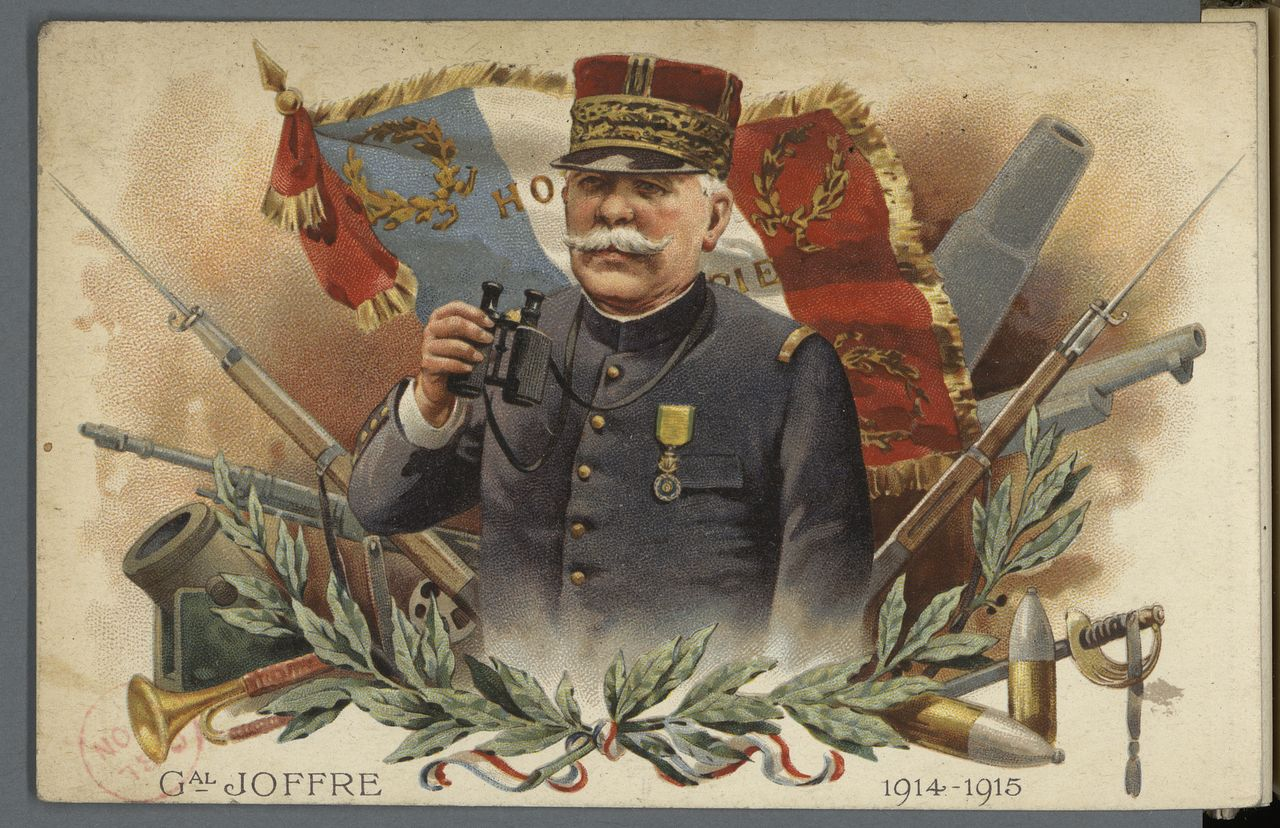
Représentation du général Joffre (1914-1915).

Le 1er septembre 1914, Joffre esquisse la nouvelle situation stratégique. Il a la bonne idée de déplacer l'aile gauche de la 5e armée sur Paris, puisque les Allemands ont pour objectif la capitale française et l'enveloppement des armées. Le commandant en chef en profite pour rencontrer Lanrezac au QG de la 5e armée à Sézanne. Accompagné du commandant Maurice Gamelin, il lui annonce qu'il est obligé de lui enlever le commandement de l'armée, où il sera remplacé par Franchet d'Esperey :

« Vous faites des observations à tous les ordres qu'on vous donne ! »

— J. Joffre, 3 septembre 1914
Lanrezac dira à la suite de cette entrevue :

« À la place du général Joffre, j'aurais agi comme lui ; nous n'avions pas la même manière de voir les choses, ni au point de vue tactique ni au point de vue stratégique ; nous ne pouvions pas nous entendre. »

— C. Lanrezac, 1920
Pourtant, dès le début de la guerre Joffre avait observé :

« Si je venais à manquer, c'est Lanrezac qui devrait me remplacer »

— J. Joffre, été 1914
Le généralissime prépare un piège à l'ennemi :
- Si les Allemands attaquent Paris et Verdun, ils affaiblissent leur centre.
- S'ils négligent au contraire ces forteresses et qu'ils attaquent les lignes françaises, ils exposent leurs flancs à une double manœuvre enveloppante préparée entre Paris et Verdun.

Joffre met son plan en marche :
- Verdun est renforcé et prêt à soutenir un siège.
- la 6e armée est créée des suites de l'armée d'Alsace (26 août 1914) ; l'objectif de son commandant, le général Maunoury est double : couvrir Paris et envelopper par la gauche les armées ennemies ;
- la 9e armée est créée avec des éléments des 3e et 4e armées (5 septembre 1914) ; l'objectif de son commandant, le général Foch, est de lancer des offensives centrales, appuyées par la 4e armée de Langle de Cary ;
- la 3e armée confiée au général Maurice Sarrail a également un double objectif : envelopper par la droite les armées ennemies et gérer la défense des forts de la Meuse (Verdun) ;
- Joffre prend personnellement le commandement du camp de Paris.

Le 3 septembre, Franchet d'Esperey arrive à proximité de la Marne avec sa 5e armée. Le général Maunoury dirige la protection de la capitale extra muros pendant que la protection intérieure est organisée par le général Gallieni, gouverneur militaire de Paris. Sarrail s'apprête à enrayer la Ve armée du Kronprinz. Quant à Joffre, qui transfère son Quartier général de Vitry-le-François à Bar-sur-Aube, il organise l'ensemble avec un calme imperturbable.
Face à la menace, le gouvernement a fui Paris pour Bordeaux. Durant la journée, un avion d'observation de la 6e armée décèle un changement important dans la marche des armées allemandes : une colonne ennemie se détourne de Paris pour se rabattre sur Meaux. Gallieni, qui vient de comprendre la manœuvre d'enroulement allemande en informe le GQG et demande l'autorisation de lancer la 6e armée dans le flanc de cette armée ennemie.
Le 4 septembre, après plusieurs heures de réflexion et un problème de coordination avec Gallieni, le général Joffre est décidé : il va attaquer. Le 6 au matin, il lance toutes les armées à l'attaque.

« Gallieni me demandait au téléphone. Il venait de rentrer de son quartier général. Il avait trouvé mon télégramme lui prescrivant de porter la 6e armée sur la rive gauche de la Marne, au sud de Lagny. Cette prescription venait modifier les ordres que Gallieni lui-même avait donnés à Maunoury pour le lendemain après-midi. Je le rassurai en lui faisant connaître que, depuis l'envoi de mon télégramme de treize heures, j'avais pris la résolution d'engager une offensive générale à laquelle la 6e armée devait participer […] »

### Bataille de la Marne

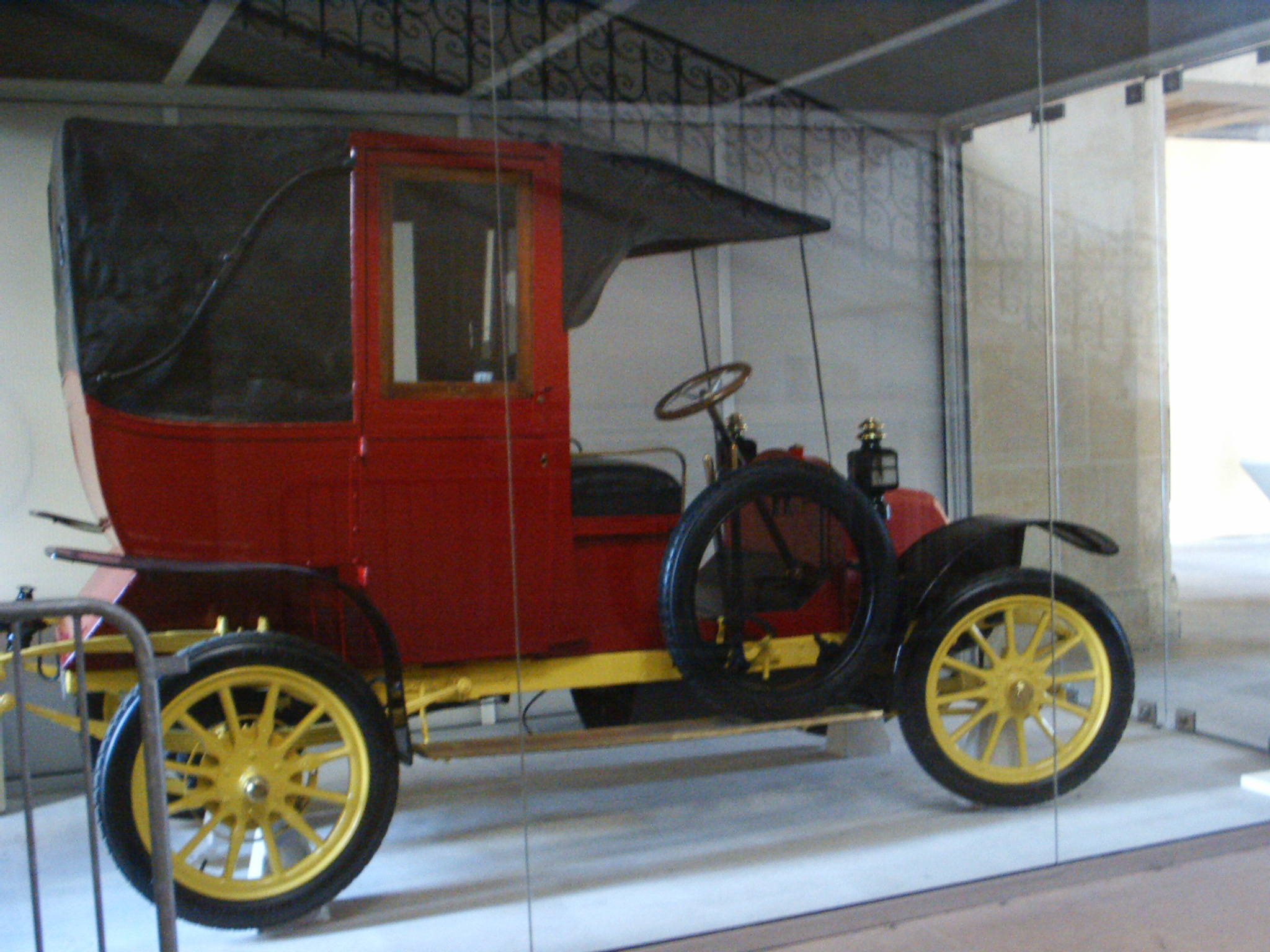
Un taxi de la Marne exposé à l'hôtel des Invalides.

La tactique de Joffre est claire : les ailes gauche (6e armée, appuyée par la 5e armée et l'armée anglaise) et droite (3e armée) ont pour mission d'envelopper les armées allemandes et le centre (9e et 4e armées) de les déstabiliser par des offensives frontales. Le 5 septembre, dans l'après-midi, le général Maunoury lance ses hommes dans une attaque enveloppante entre l'Ourcq et Château-Thierry. Les hommes de French, de Franchet d'Esperey et de Foch appuient cette attaque. Le commandant en chef prend le soin d'envoyer un message aux troupes :

« Au moment où s'engage une bataille d'où dépend le salut du Pays, il importe de rappeler à tous que le moment n'est plus de regarder en arrière. Une troupe qui ne peut plus avancer devra coûte que coûte garder le terrain conquis, et se faire tuer sur place, plutôt que de reculer. Dans les circonstances actuelles, aucune défaillance ne peut être tolérée »

— J. Joffre, 5 septembre 1914
L'ensemble des armées lance l'offensive le lendemain à l'aube. Sur l'aile gauche, von Klück, occupé avec le mouvement enveloppant de Maunoury, n'arrive pas à venir à bout de l'armée de Foch pourtant épuisée mais qui tient bon. Sur l'aile droite, Sarrail est en mauvaise posture entre Paris et Verdun, ses corps sont durement touchés, le chef de la 10e division est mort au combat. Le 7 septembre, les Allemands arrivent même à ouvrir une brèche entre la 3e et la 4e armée. La situation est critique pour Sarrail. Le lendemain, le 15e corps de la 2e armée lui arrive en renfort. Au soir du 8, les armées sont épuisées et le bilan est un statu quo :
- à gauche, von Klück enraye le mouvement de Maunoury ;
- au centre, Foch et Langle de Cary contiennent à peine les affrontements frontaux ;
- à droite, Sarrail se maintient à grand peine et est menacé de dos.

La clé de la victoire vient de l'arrière français : l'armée de French et la 5e armée de Franchet d'Esperey sont encore fraîches alors que les Allemands n'ont plus de réserves pour le moment. Le 9, von Klück lance des assauts désespérés contre Maunoury, qui est mis à mal mais qui obtient des renforts en hommes et en matériels de Gallieni par le biais des fameux taxis de la Marne. De son côté, Foch est appuyé par le 10e corps de la 5e armée et par la division marocaine du général Humbert. Les Allemands entament leur retraite. Le 9, Franchet d'Esperey envoie alors l'ensemble de ses lignes à la poursuite de l'ennemi et libère Château-Thierry et Montmirail.
Le 13 septembre, Joffre annonce la victoire au gouvernement :

« Notre victoire s'affirme de plus en plus complète. Partout l'ennemi est en retraite. À notre gauche, nous avons franchi l'Aisne en aval de Soissons, gagnant ainsi plus de cent kilomètres en six jours de lutte. Nos armées au centre sont déjà au niveau de la Marne et nos armées de Lorraine et des Vosges arrivent à la frontière. »

— J. Joffre, 13 septembre 1914

L'historien militaire Remi Porte explique que la victoire de la bataille est la conséquence des mesures prises sur ordre du général Joffre
La victoire de la Marne n’est ni la conséquence des seules erreurs d’appréciation allemandes, ni un « miracle » comme voudrait le laisser croire une littérature plaçant de toute éternité la France sous la protection de Dieu, ni le résultat des succès particuliers d’une armée par rapport à une autre, mais bien la conséquence des mesures prises sur ordre de Joffre à l’échelle de l’ensemble du front.
Elle a été rendue possible par l’abnégation dont firent preuves officiers, sous- officiers et soldats, en dépit des fatigues endurées depuis plusieurs semaines. On répète souvent la célèbre formule de von Kluck, selon laquelle « que des hommes ayant reculé pendant dix jours, que des hommes couchés par terre à demi morts de fatigue puissent reprendre le fusil et attaquer au son du clairon, c’est là une chose avec laquelle nous n’avions jamais appris à compter ».

Mais les armées allemandes résistèrent, contre-attaquèrent, menacèrent parfois de repousser les Français, comme dans le secteur de Foch. Les causes de la victoire finale sont enfin à rechercher dans l’épuisement relatif de l’ennemi qui fut contraint de laisser en arrière au cours de sa progression un certain nombre de grandes unités et dont la logistique trop distendue devint moins performante.

## Stabilisation du front

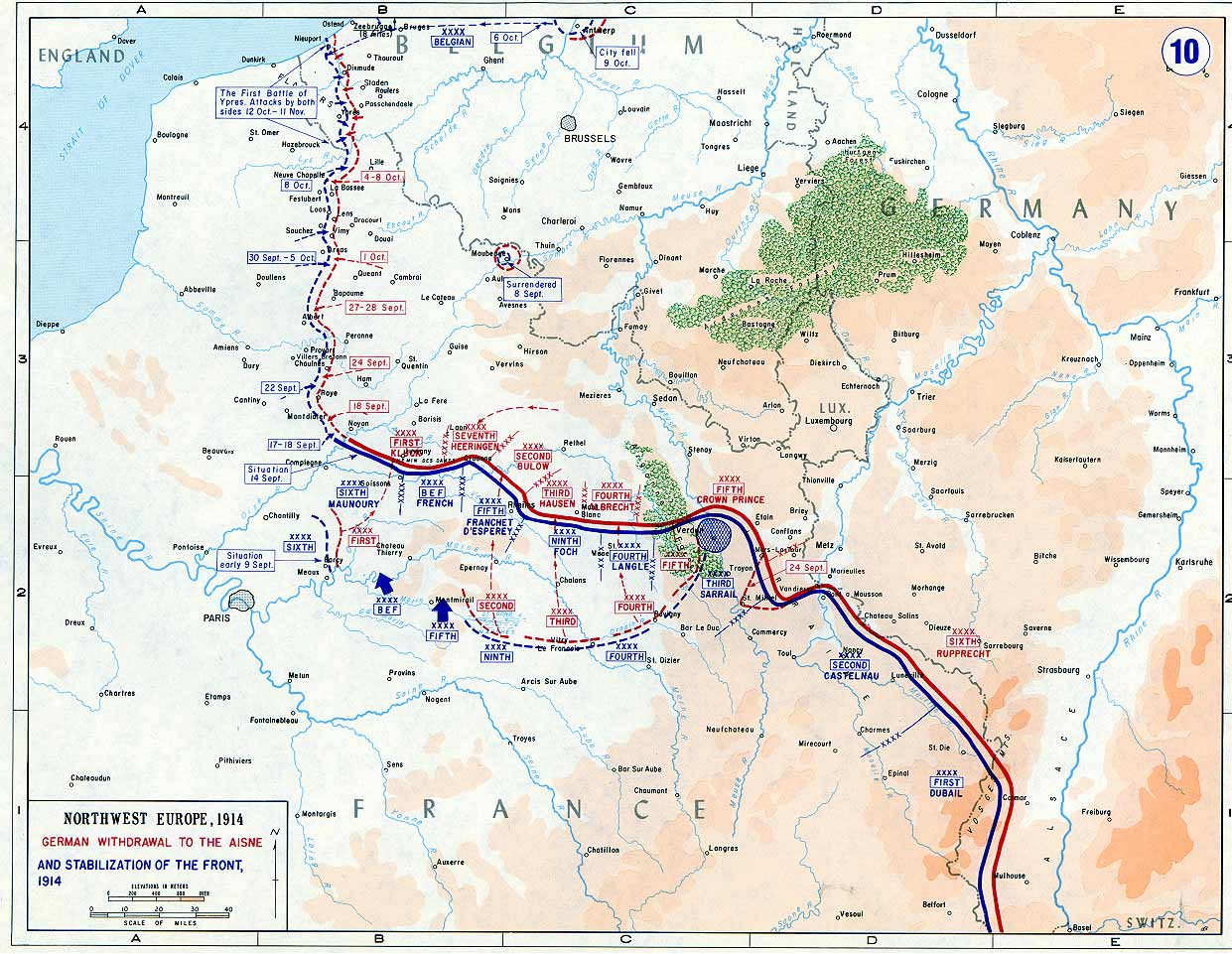
Le front occidental durant l'automne-hiver 1914.

### Première gloire
La bataille de la Marne couvre de gloire le général Joffre qui, aux yeux de tous, est le véritable vainqueur. Face aux quelques petites polémiques, le général Pétain dit : « Que cela plaise ou non, Joffre est à jamais le vainqueur de la Marne. » Le commandant en chef a permis de sauver Paris et d'éviter à l'armée française l'anéantissement.
Dans tout le pays ainsi que chez les Alliés, Joffre jouit d'une très grande popularité. Le « vainqueur de la Marne » fait l'objet d'un véritable culte qui va se maintenir jusqu'à sa mort. Une certaine « joffrolâtrie » s'installe en France. De nombreuses images d'Épinal montrent le chef comme le vainqueur ayant écarté le danger. Des poèmes, des assiettes, des statuettes à son effigie mettent en avant sa gloire. Entre 1915 et 1918, 398 garçons sont prénommés « Joffre » et 700 filles « Joffrette » en France. Il incarne le « père » tranquille et protecteur qui tient dans ses bras la République (allégorie du journal Le Rire rouge, automne 1914).
Pourtant, l'ennemi renaît rapidement de ses cendres sur l'Aisne. L’État-Major français comprend alors que la guerre, qu'on pensait conclure en quelques semaines, risque d'être plus longue que prévu.
Une seconde responsabilité incombe à Joffre : préparer la France à une guerre longue et éprouvante. Il commence par envoyer à Limoges et à assigner à résidence cent trente-quatre généraux qui lui semblent incompétents (de là naîtra le verbe « limoger » et le mot « limogeage »,), il multiplie les inspections sur le terrain, il renforce les contacts avec les forces alliées pour constituer différents fronts d'attaque et enfin il tente de résoudre des problèmes proprement militaires.
Joffre continue de veiller aux progrès de l'aéronautique, qui a une place à part entière dans le conflit. Le 8 octobre 1914, il affirme :

« Ces résultats montrent que l'aviation est à même de rendre les plus grands services et de justifier la confiance que le commandement place en elle. »

— J. Joffre, note du 8 octobre 1914
Il doit aussi faire face à une crise des munitions, à un manque de canons lourds, à l'absence de l'artillerie qui se font sentir au cours de la bataille de l'Aisne.

### De la course à la mer aux batailles du Nord

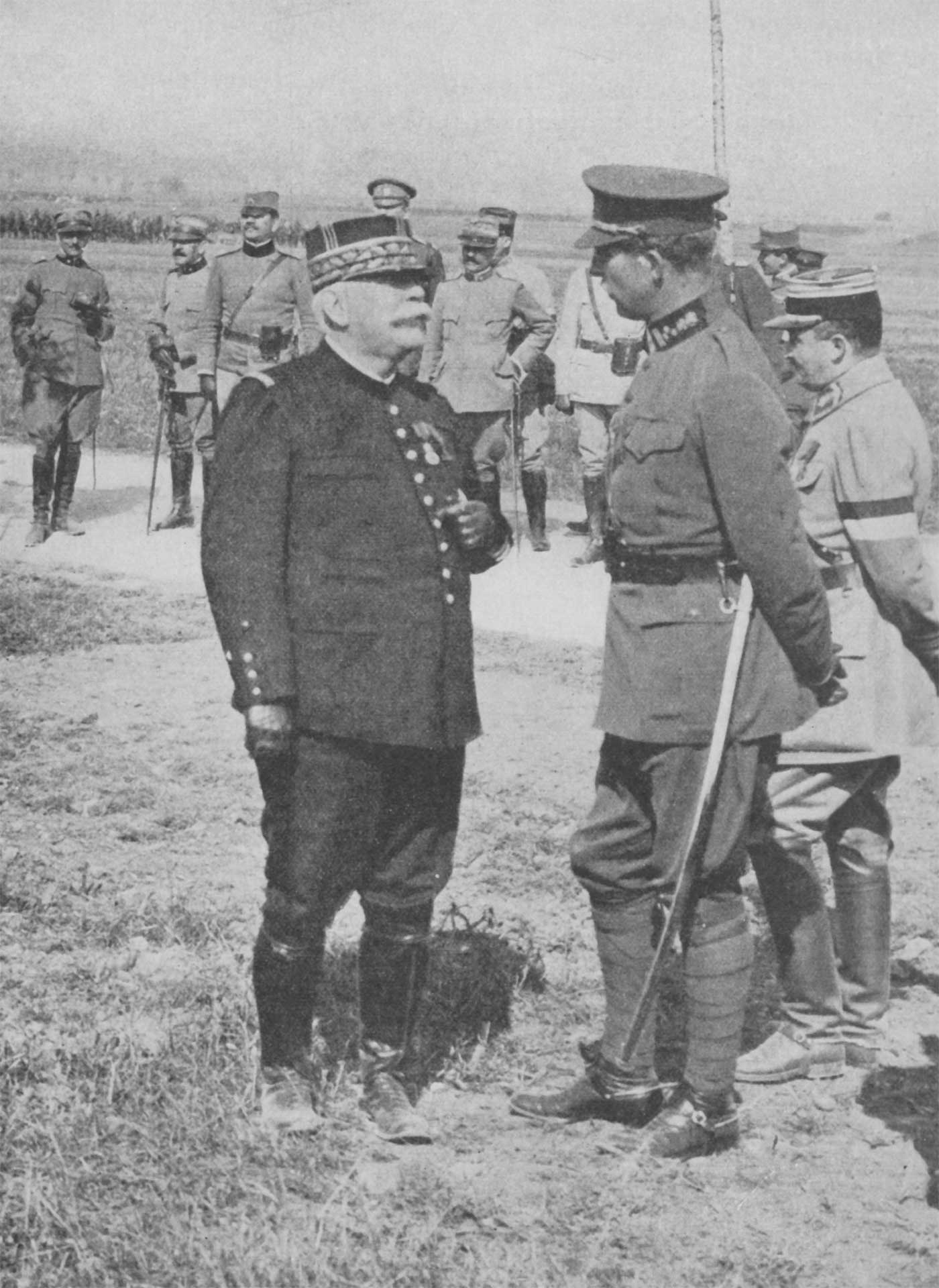
Le général Joffre et Albert Ier, roi des Belges, automne 1914.

#### La bataille de l’Aisne (13 septembre - 24 septembre 1914)
Après leur défaite sur la Marne, les divisions allemandes se replient vers le nord, sur l'Aisne, entre le 10 et le 14 septembre. Quant à Joffre, il veut profiter de sa posture de vainqueur et ordonne aux armées françaises et britanniques d'attaquer les armées ennemies le 13. Encore une fois, il préconise la tactique d'enveloppement du flanc droit allemand. Sur le Chemin des Dames, déjà en 1914, le corps expéditionnaire et la 6e armée ne parviennent pas à venir à bout d'un ennemi équipé d'une puissante artillerie lourde[source insuffisante].
Le 17, la manœuvre de Joffre est un échec, les Allemands renforcent leur droite avec la VIIe armée de von Heeringen venue en renfort. Mais décidé à en finir en enveloppant par le nord-ouest, il appelle une partie des troupes de Castelnau, stationnées en Lorraine. Le 20, une énergique offensive française est lancée entre Noyon et Péronne. En vain. Les lignes françaises manquent de matériel pour lancer des offensives efficaces (munitions, stocks divers, nourriture, artillerie lourde). Le commandant des forces allemandes, von Bülow, a imaginé un efficace retranchement de ses troupes et lance à son tour des contre-manœuvres qui obligent l'armée française à s'allonger sans cesse vers le nord. Cet étalement du front jusqu'à Dunkerque, c'est le début de la Course à la mer qui réunit les Belges du roi Albert aux Français de Ronarc'h. Le roi accepte de placer son armée sous le commandement de Joffre qui dirige, dès lors, une stratégie globale réunissant les franco-anglo-belges.
À partir du 18 septembre, les combats continuent autour du massif de l'Aisne ; l'armée anglaise essuie de lourdes pertes. Trois jours après, le général Castelnau fait son entrée à Noyon, mais il ne peut s'y maintenir longtemps. Cependant, les lignes allemandes sont contenues. Le 22, il faut désormais déloger l'ennemi de ses positions : la 4e brigade du Maroc (tirailleurs sénégalais et algériens) se lance avec beaucoup de courage dans les bois et permet de gagner du terrain. Les prochaines attaques se révèlent infructueuses.

#### De Noyon à Dunkerque (24 septembre - 4 novembre 1914)
La 2e armée subit un ralentissement de son avancée de jour en jour. Joffre rappelle Castelnau à l'ordre :

« Rectifiez la marche de vos deux corps de gauche orientée trop à l'est, et redressez-la franchement vers le nord ! »

— J. Joffre, septembre 1914
En effet, c'est toujours plus vers le nord que tout se joue. Là-bas, la cavalerie allemande du général von Marwitz harcèle les lignes françaises dans le secteur de Ham. Le 24, Joffre prend connaissance du fait que les Allemands ont amené toutes les forces qu'ils avaient en Belgique après avoir échoué à écraser l'armée belge. Il écrit au ministre de la Guerre Alexandre Millerand, qui est l'un de ses plus fidèles soutiens au sein de la classe politique, :

« Le moment est venu pour l'armée belge d'agir sur les communications de l'ennemi. »

— J. Joffre, 24 septembre 1914.
Mais c'est ce que les Belges faisaient depuis le mois d'août en adoptant la tactique de l'avant-garde générale, chère à Napoléon, qui consiste à manœuvrer sur les flancs et les arrières ennemis en les attaquant pour gêner ses communications et, surtout, pour l'empêcher de réunir ses forces en un seul corps. C'est cela qui a fait que 150 000 hommes, ainsi que de l'artillerie lourde, manquèrent aux Allemands lors de la bataille de la Marne[réf. nécessaire].
À partir du 26 septembre, l'ensemble des divisions françaises se heurtent à des forces ennemies considérables. Il faut des renforts autour d'Amiens. Joffre organise efficacement la venue de nouvelles divisions par camions et par trains en provenance de Compiègne. Le général Castelnau se maintient péniblement dans le Sud. Il organise plutôt efficacement la situation sur le long terme, mais il n'a pas assez de moyens matériels et d'hommes pour lutter contre von Bülow. Le 2 octobre, les combats font rage au nord d'Arras vers Lens et Béthune. L'objectif du commandement allemand est d'empêcher la remontée des troupes françaises vers le nord avec l'arrivée de nouveaux renforts.
Le 3 octobre et le 4 octobre 1914, le 10e corps d'armée de Castelnau subit plusieurs échecs en Artois. Il prévoit de reporter ses troupes en arrière. Mais Joffre lui ordonne d'aller de l'avant, car sinon cela « donnerait l'impression d'une défaite ». Le corps est bombardé dans les faubourgs d'Arras. Joffre préconise aux commandants français qu'ils doivent veiller à ce que l'inviolabilité du front soit maintenue. Il télégraphie aux généraux d'armée :

« Fortifiez-vous le plus possible sur tout votre front. Agissez avec le maximum d'énergie. Nous étudions les moyens de vous amener des renforts. »

— J. Joffre, octobre 1914
Le commandant en chef envoie des renforts, surtout des troupes anglaises et belges dans les Flandres. Les Belges ont pu quitter Anvers après un mois de siège en évitant l'encerclement, rejoignant la côte avec le concours d'une unité française, les fusiliers marins de l'amiral Ronarc'h. Le roi Albert Ier déclare même qu'il est prêt à recevoir les instructions de Joffre. L'objectif est d'aider les Belges à se maintenir sur l'Yser afin d'empêcher toute offensive allemande contre Dunkerque et Calais. Au début du mois de novembre 1914, la sécurité de l'armée française dans le Nord est consolidée surtout avec l'arrivée de la 42e division puis du 9e corps d'armée[réf. nécessaire].

#### La bataille des Flandres (mi-octobre – mi-novembre 1914)
L'État-Major allemand ordonne la prise de Calais. Les alliés Français, Anglais et Belges mettent tout en œuvre pour défendre la région. C'est le début de la guerre de tranchées. Les Belges tendent des inondations en ouvrant les vannes qui protégeaient la plaine de Flandre de la mer. Les premières lignes d'assaut allemandes s'enlisent et reculent en catastrophe, on se bat pour des îlots de boue, des positions sont disputées pendant des jours et des jours, des villages sont ravagés et, à Ypres, les Anglais prennent, perdent et reprennent plusieurs fois la ville qui est ravagée. C'est le général d'Urbal qui commande les troupes françaises et son armée devient l'armée de Belgique. Au GQG, les généraux Belin et Berthelot, adjoints de Joffre, organisent admirablement les mouvements de troupes entre les divers points du front[réf. nécessaire].
Finalement, l'Allemagne est vaincue dans les Flandres. La seule bataille d'Ypres lui coûte plus de 150 000 hommes. Dunkerque et Calais ne sont plus menacés. Après la victoire de la Marne, celle des Flandres popularise davantage le général Joffre. Mais la guerre n'est pas finie.

### Nouvelles offensives: Artois et Champagne

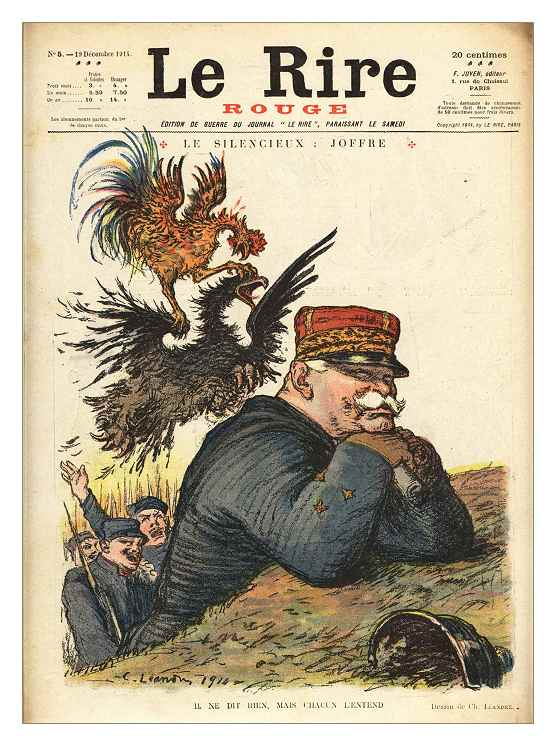
« Le silencieux : Joffre
Il ne dit rien mais chacun l'entend. »
Dessin de Charles Léandre paru dans
Le Rire Rouge du 19 décembre 1914.

#### La stratégie du général Joffre
À partir de l'hiver 1914-1915, le front occidental se stabilise de la mer du Nord à Belfort sur près de 750 km. Le conflit a déjà occasionné la perte de 850 000 hommes aux différents belligérants, que ce soit en morts, disparus, blessés ou prisonniers. Depuis l'épisode de la Marne, Erich von Falkenhayn remplace Moltke à la tête de l’État-Major allemand et en novembre 1914, les lignes allemandes sont en difficulté sur le front russe. Falkenhayn ordonne l'envoi de renforts sur le front oriental. Joffre, qui a connaissance de ce transfert, veut une percée sur le front ouest pour déstabiliser l'ennemi. Le 8 décembre 1914, il met au point deux offensives principales : en Artois et en Champagne ; les opérations seront exécutées par la 4e armée de Langle de Cary et la 10e armée de Maud'huy. En prévision, le généralissime garde à sa disposition deux divisions à Compiègne, une à Soissons, une autre à Bar-le-Duc et enfin les divisions du Gouvernement militaire de Paris. Pour Joffre, il « les grignote » et encore une fois l'année 1915 est marquée par la volonté d'obtenir la « rupture ».
Il prévoit également des offensives secondaires en Flandres, en Argonne et en Meuse. Le but est de détourner l'adversaire des zones principales d'attaque d'Artois et de Champagne. Il s'agit principalement des Flandres et de La Boisselle, respectivement confiées à la 8e armée du général d'Urbal et à la 2e armée du général Castelnau. Enfin, le dernier dispositif de Joffre réside dans la présence de deux armées défensives : la 6e armée de Maunoury et la 5e armée de Franchet d'Esperey dans l'Aisne et à Reims.

#### L'opération en Artois (17 décembre 1914 - 15 janvier 1915)
L'offensive artésienne a pour but de « libérer définitivement le territoire national envahi ».
Le général Maud'huy, qui est installé à Cambligneul, lance l'attaque le 17 décembre 1914. Ses objectifs sont Vimy et la route Arras-Souchez. Pour désorienter l'ennemi, on commence l'offensive sur La Bassée. Le général Foch, le commandant du groupe du Nord, arrive le 17 pour prendre les opérations en main. Le 21, il lance une attaque sur Carency, mais le terrain se révèle très difficile, les tranchées sont inondées, les hommes épuisés et les fusils enrayés : les pertes françaises sont lourdes. Finalement, l'artillerie française tient tête aux attaques allemandes. Après de nouvelles attaques meurtrières et inutiles, le général Joffre décide de limiter l'action de la 10e armée à des entreprises ponctuelles et de mettre au repos les troupes le 15 janvier 1915.
Il est à noter que cette opération artésienne n'est mentionnée ni dans les Mémoires de Joffre ni ceux de son adjoint Foch. Pour le général Fayolle : « Ce projet me paraît stupide, insensé. »

#### Les opérations en Champagne (20 décembre 1914 - 9 janvier 1915)

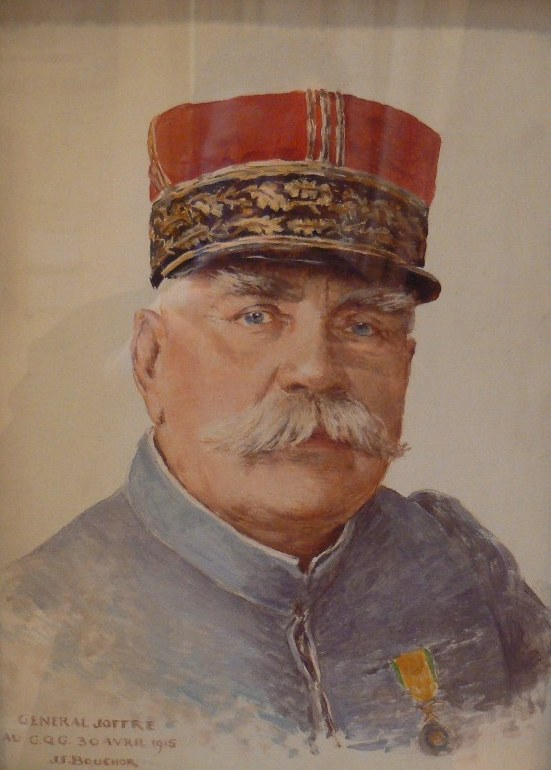
Joseph-Félix Bouchor, Le général Joseph Joffre en 1915, musée Carnavalet.

D'après le dispositif de Joffre, la 4e armée du général de Langle de Cary est couverte à droite par celle du général Sarrail entre l'Argonne et la Meuse. Le Ier corps colonial est le premier à s'élancer le 20 décembre. Il repousse une contre-attaque ennemie, mais les pertes sont lourdes.
Dès le 22, on se contente d'organiser le terrain conquis et de repousser les contre-attaques allemandes. Le 24 suivant, la 33e division prend des positions importantes de la région. Pourtant, le 25, le commandant des opérations modifie son plan et ordonne une poussée vers l'est (Perthes-Massiges). Le 30 décembre, il n'y a plus de progression possible, le temps est exécrable et le GQG n'envoie pas assez de munitions. Au total 5 256 soldats ont été tués et la ligne est remontée de deux kilomètres vers le nord.

#### Les offensives secondaires (Flandres et La Boisselle)
En Flandre, Joffre préconise l'attaque à d'Urbal lorsque l'artillerie sera prête. Néanmoins, les Anglais sont tellement impatients que l'attaque est lancée le 14 décembre 1914. Les résultats se révèlent rapidement insuffisants. Le 17, le 20e corps s'empare de 500 m2 de tranchées mais, ailleurs, l'ennemi semble invincible. Le terrain est tellement impraticable que Joffre propose au commandant d'adopter la défensive lorsque c'est nécessaire.
Plus au sud, à La Boisselle, Castelnau ordonne l'attaque le 17 décembre sans même lancer l'artillerie. La contre-attaque allemande est meurtrière, les pertes sont lourdes et les gains faibles. Castelnau suspend l'offensive jusqu'au 24. Ce jour, le 118e régiment prend en partie La Boisselle malgré une violente attaque allemande et garde ses positions.
En Argonne, le général Dubail dirige la 1re et la 3e armée. Du 7 au 12 décembre, l'offensive ne rencontre aucun obstacle et s'empare des tranchées ennemies. Mais une contre-attaque provoque 250 morts. Le 13, le terrain est également impraticable dans la Woëvre ; comme ailleurs aucune offensive n'est possible. Le 20, l'infanterie prend avec beaucoup de difficultés Boureuilles, mais menacée d'enveloppement, elle doit se retirer. Globalement, les opérations sont un échec.
Enfin, les armées défensives subissent elles aussi de graves revers. Dans l'Aisne, la 6e armée de Maunoury attaque le plateau de Loges, mais elle subit de lourdes pertes (1 600 morts). À Reims, les hommes de Franchet d'Esperey doivent maintenir les forces allemandes pour soulager la 4e armée française mais aucune offensive ne réussit.
En Artois comme en Champagne, les offensives sont stériles, aucune avancée marquante en cet hiver 1914-1915. Joffre persiste, le plan est maintenu pour le printemps 1915.

### Joffre et l’opinion publique
| Poste                                             | Titulaire du poste         | Période                         |
| ------------------------------------------------- | -------------------------- | ------------------------------- |
| Commandant en chef des opérations                 | Gal Joseph Joffre          | 2 août 1914 - 26 décembre 1916  |
| Commandant en chef adjoint des opérations         | Gal Ferdinand Foch         | 4 octobre 1914 - 13 juin 1915   |
| Major général                                     | Gal Maurice Pellé          | 22 mars 1915 - 20 décembre 1916 |
| 1er aide major général                            | Gal Alphonse-Pierre Nudant | 22 mars 1915 - 23 juin 1915     |
| 2e aide major général                             | Gal Frédéric Hellot        | 22 mars 1915 - 23 juin 1915     |
| 3e aide major général et responsable de l’arrière | Cel Camille Ragueneau      | 30 novembre 1914 - 4 mai 1917   |

#### L’organisation sur le terrain du général Joffre (au 22 mars 1915)
| Armée                             | Général commandant cette armée | Secteur              | Période                         |
| --------------------------------- | ------------------------------ | -------------------- | ------------------------------- |
| 1re armée                         | Pierre Auguste Roques          | Vosges               | 5 janvier 1915 - 25 mars 1916   |
| 2e armée                          | Édouard de Castelnau           | Lorraine orientale   | 2 août 1914 - 21 juin 1915      |
| 3e armée                          | Maurice Sarrail                | Lorraine occidentale | 30 août 1914 - 22 juillet 1915  |
| 4e armée                          | Fernand de Langle de Cary      | Aisne-Ardennes       | 2 août 1914 - 11 décembre 1915  |
| 5e armée                          | Louis Franchet d'Espèrey       | Ardennes-Belgique    | 3 septembre 1914 - 31 mars 1916 |
| 6e armée                          | Pierre Dubois                  | Autour de Paris      | 13 mars 1915 - 26 février 1916  |
| 7e armée                          | Gabriel Putz                   | ?                    | 7 septembre 1914 - 2 avril 1915 |
| Détachement « armée de Lorraine » | Georges Humbert                | Lorraine occidentale | 9 mars 1915 - 24 juillet 1915   |
| 10e armée                         | Louis de Maud'huy              | Artois               | 1er octobre 1914 - 2 avril 1915 |
| armée de Paris                    | Joseph Gallieni                | Paris                | 26 août 1914 - 29 octobre 1915  |

Au 1er janvier 1915, Joffre a, de nouveau, limogé de nombreux généraux. Depuis le début de la guerre on en est à 162 dans la zone des armées (dont 3 commandants d'armée, 24 de corps d'armée, 71 de division, etc.). Les raisons sont multiples : soit le commandant a échoué dans sa mission, soit il est incapable d'assumer ses fonctions, soit encore il fait partie des nombreux officiers généraux républicains placés par le général Louis André lorsqu'il était ministre de la Guerre (1900-1902: affaire des fiches), au cours d'une époque très anticléricale.
En ce début d'année 1915, la situation militaire est nouvelle : les deux armées sont bloquées face-à-face ; aucune manœuvre n'est possible. Les généraux sont formés à l'attaque mobile, aux manœuvres, mais pas à une guerre de tranchées. Joffre qui dispose désormais de 2 250 000 hommes, de 286 000 Britanniques et de 110 000 Belges ordonne la reprise de l'offensive pour percer le front allemand et revenir à une guerre mobile comme au début du conflit. Certains de ses subordonnés, tel le général Gallieni, proposent plutôt la défensive, plus appropriée à ce type de conflit. Le lieutenant-colonel Messimy, ancien ministre de la Guerre (1911-1912) devenu chef de corps sur le front, écrit :

« Ces offensives prises partout au hasard, sans idée d'ensemble, sans plan stratégique ! »

— A.-M. Messimy, janvier 1915
Joffre n'en démord pas. Il est hanté à l'idée d'une défaite russe sur le front oriental. Pourtant, malgré des moyens énormes en Champagne, la 4e armée essuie échec sur échec. La percée est ratée en décembre 1914, de nouveau en janvier 1915, de nouveau en mars. Les pertes françaises sont au total de 92 000 morts. En mai, Foch conduit en vain la deuxième offensive artésienne avec sept corps d'armée, appuyés par 780 pièces d'artillerie légère, 213 d'artillerie lourde et plusieurs escadrilles aériennes[réf. nécessaire].

#### La troisième offensive de Champagne (24-29 septembre 1915)

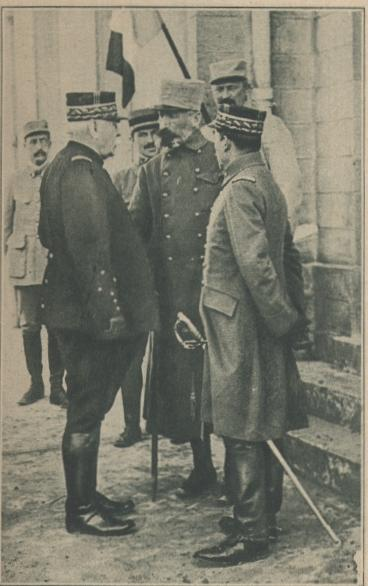
Les généraux Joffre et Bazelaire.

En Artois, une nouvelle offensive est lancée le 9 septembre 1915 entre Loos-en-Gohelle et Arras contre la VIe armée du prince Rupprecht. Malgré l'aide des Anglais, les violentes offensives françaises restent stériles : deux semaines plus tard, à peine 600 mètres de terrain sont conquis. Le 16 septembre, une dernière offensive généralisée est lancée, mais les soldats sont épuisés et les pertes sont une nouvelle fois énormes : au total, 2 260 officiers et 100 300 soldats y laissent la vie. Joffre ordonne la suspension de l'offensive.
Après l'échec en Artois, zone trop « étroite », Joffre veut concentrer ses attaques sur la Champagne qui semblerait être le secteur de prédilection de l'armée française. On se bat également en Argonne, où la 3e armée de Sarrail prête main-forte sur l'aile droite de la 4e armée. Ici aussi, une seconde fois, les combats sont sanglants. Le 24 septembre, Joffre donne à lire une déclaration à tous les soldats :

« Soldats de la République ! Après des mois d'attente qui nous ont permis d'augmenter nos forces et nos ressources, tandis que l'adversaire usait les siennes, l'heure est venue d'attaquer pour vaincre et pour ajouter de nouvelles pages de gloire à celles de la Marne et des Flandres, des Vosges et d'Arras. Derrière l'ouragan de fer et de feu déchaîné grâce au labeur des usines de France, où vos frères ont nuit et jour travaillé pour vous, vous irez à l'assaut tous ensemble, sur tout le front, en étroite union avec les armées des Alliés. Votre élan sera irrésistible. Il vous portera d'un premier effort jusqu'aux batteries de l'adversaire au-delà des lignes fortifiées qu'il nous oppose. Vous ne lui laisserez ni trêve ni repos jusqu'à l'achèvement de la victoire. Allez-y de plein cœur pour la délivrance du sol de la patrie, pour le triomphe du droit et de la liberté. Joffre. »

— J. Joffre, 24 septembre 1915
L'attaque est lancée le 24 à 9 h 45. Les soldats portent le nouvel uniforme bleu horizon et un casque. Joffre a nommé le général Castelnau responsable de la manœuvre. Ce dernier dirige la 2e armée du général Pétain et la 4e de Langle de Cary. Pétain commence par lancer le corps colonial, mais les réserves arrivent avec du retard. Les pertes sont lourdes. Langle de Cary attaque à gauche, mais la situation est encore pire. Le 27, la situation n'a progressé que de quelques mètres. Pétain suspend l'attaque. Castelnau la relance le 28 mais l'élan est brisé par les gaz asphyxiants. Pris d'urgence, Castelnau doit abandonner l'offensive le 29. Les munitions manquent toujours terriblement :

« En définitive, la lutte sur le front franco-anglo-belge pendant l'année 1915 apparaît comme une course entre notre matériel offensif chaque jour grandissant, et les organisations défensives allemandes de jour en jour plus solides. »

#### Les opérations en Orient (mars - octobre 1915)
En février 1915, le président de la République Raymond Poincaré, déçu des échecs à répétition, propose une percée ailleurs qu'en France, en Serbie par exemple. Joffre y est catégoriquement opposé et menace de démissionner. Poincaré cède. Pourtant l'aventure des Dardanelles revient sur le tapis et c'est Winston Churchill qui en est l'artisan. Il prévoit de rétablir la liaison avec la Russie, de porter un coup contre l'Autriche-Hongrie, d'influencer les Balkans et l'Italie et enfin d'installer l'Angleterre sur les détroits. Joffre ainsi que French et Wilson ne sont pas du même avis. La mission a néanmoins lieu le 18 mars. C'est un échec sanglant pour les Alliés et l'Angleterre : 20 000 tués sur les 28 000 soldats britanniques partis au front.
À la suite de nombreux échecs en Argonne et aux rapports houleux entre les deux hommes, Joffre retire à Sarrail le commandement de la 3e armée. Il est accusé de dissimuler ses erreurs de manœuvre et de ne pas avoir fortifié suffisamment les forteresses dont il avait la charge ; il est remplacé par le général Humbert. Sarrail traite Joffre de « dictateur en puissance ». Cependant, l'ancien commandant a de nombreuses relations au Parlement : on lui propose l'armée de Lorraine ; mais Joffre refuse. Commence une furieuse campagne contre le commandant en chef : Clemenceau, Viviani, Lyautey, Doumer, Painlevé lui sont hostiles. En août 1915, Sarrail accepte de prendre le commandement de l'armée d'Orient dont l'objectif est d'entrer à Salonique. L'opération échoue dès novembre. Le 16 janvier 1916, Joffre est contraint de confier à Sarrail le commandement des troupes interalliées de Macédoine.
Le généralissime reste optimiste et rassure le ministre :

« Nous devons avoir la conviction que, en augmentant nos ressources en munitions, en perfectionnant notre organisation matérielle, en donnant plus d'ampleur encore à nos attaques, nous parviendrons à briser les lignes allemandes que nos dernières opérations ont réussi à entamer si largement. Contraints de lutter sur deux fronts, nos adversaires ne pourront pas se constituer des disponibilités aussi fortes que les nôtres, tant que nous n'aurons de notre côté qu'un front à alimenter. »

— J. Joffre, 3 octobre 1915

## Verdun et la Somme: l’épuisement du chef

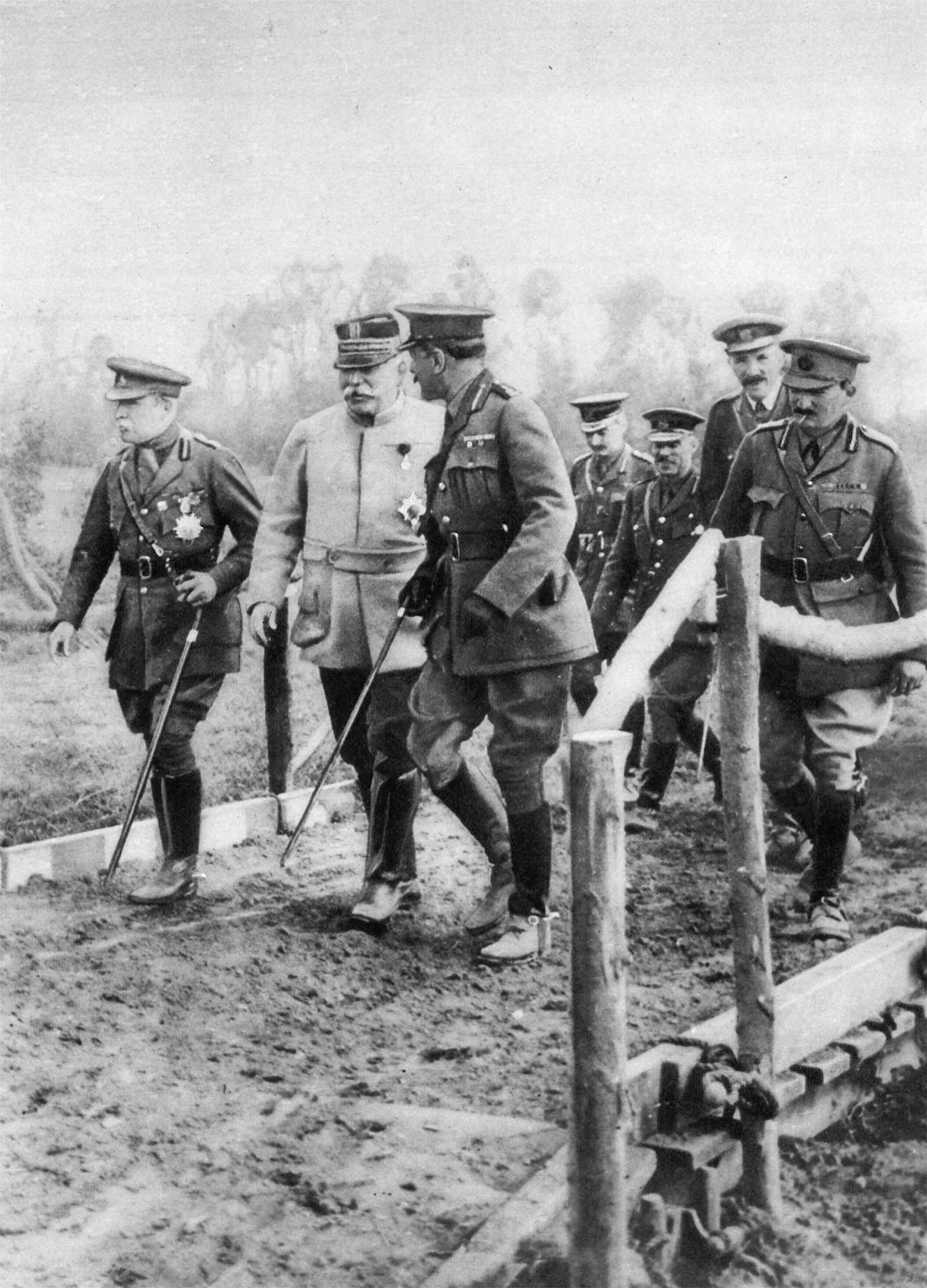
Le général français Joffre et les généraux britanniques Haig et French sur le front occidental, 1914-1915.

### La préparation de 1916: une nouvelle année offensive

#### Les conférences de Calais et de Chantilly (décembre 1915)
Les principaux chefs alliés se réunissent d'abord à Calais sous la direction du président du Conseil Aristide Briand. La France prévoit l'envoi de renforts à l'armée d'Orient à Salonique, mais la Grande-Bretagne déclare qu'elle retire ses troupes, avant de revenir sur ses positions. Il est aussi décidé d'évacuer la zone des Dardanelles où au total, 225 000 Britanniques et 40 000 Français ont péri pour rien. Enfin le général Joffre souligne qu'à son goût, la coopération interalliée est nettement insuffisante et il réclame une aide majeure dans la guerre économique.
Les jours suivants, ces mêmes chefs se retrouvent à Chantilly pour superviser les plans militaires de l'année à venir. Joffre défend le projet d'une nouvelle offensive — décisive — sur la Somme. Depuis quelques jours, il a une autorité plus importante. Il dirige désormais l'opération de Salonique, il a été nommé commandant de tous les fronts français et il se proclame chef interallié.

#### La tactique de Joffre
Une nouvelle fois, le président Poincaré met en garde Joffre sur les offensives à venir. Il serait selon lui plus sage de lancer des attaques sûres et non plus au hasard. Car au 1er janvier 1916, les pertes françaises depuis le début de la guerre sont de 600 000 hommes. L'opinion continue de gronder. Le général Joffre se défend : sans offensive, Falkenhayn en aurait déjà fini avec les Russes ; on ne peut laisser la France immobile et être envahie ; durant l'offensive de Champagne, les Allemands étaient prêts à lâcher. Foch a la responsabilité de préparer une vaste offensive dans la Somme au moyen de trois armées durant l'été 1916.
Sur les conseils des généraux Pétain, Fayolle et de Maud'huy, le généralissime tire les leçons des échecs de 1915 et présente une nouvelle tactique d'attaque. Il faut profiter de la guerre immobile pour reprendre son souffle, dit-il. Désormais on va chercher « l'usure de l'ennemi » ; une attaque frontale le déstabilisera, l'artillerie lourde attaquera ses points faibles. D'autre part, on établit également « la décision » : l'effort n'interviendra que si l'usure semble suffisante. Ces nouveautés entraînent une réorganisation totale de l'artillerie à l'échelle de la France. Trois centres de formation pour officiers ouvrent même leurs portes à Châlons, Amiens et Toul. En un an, la production de canons lourds est passée de 740 à plus de 2 000 et celle d'obus de 4 000 à 11 000 par jour. Joffre reconnaît ses erreurs et ne souhaite plus les réitérer.

### La bataille de Verdun: le début de la fin pour Joffre
| Poste                                             | Titulaire du poste        | Période                           |
| ------------------------------------------------- | ------------------------- | --------------------------------- |
| Commandant en chef des opérations                 | Gal Joseph Joffre         | 2 août 1914 - 26 décembre 1916    |
| Major général                                     | Gal Maurice Pellé         | 22 mars 1915 - 20 décembre 1916   |
| 1er aide major général                            | Cel Alfred Poindron       | 22 janvier 1916 - 21 janvier 1918 |
| 2e aide major général                             | Cel Henri Édouard Claudel | 22 janvier 1916 - 2 mai 1917      |
| 3e aide major général et responsable de l'arrière | Cel Camille Ragueneau     | 30 novembre 1914 - 4 mai 1917     |

#### L’organisation sur le terrain du général Joffre (au1erfévrier 1916)
| Armée                             | Général commandant cette armée | Période                             |
| --------------------------------- | ------------------------------ | ----------------------------------- |
| 1re armée                         | Pierre Auguste Roques          | 5 janvier 1915 - 25 mars 1916       |
| 2e armée                          | Philippe Pétain                | 21 juin 1915 - 1er mai 1916         |
| 3e armée                          | Georges Humbert                | 22 juillet 1915 - 15 octobre 1918   |
| 4e armée                          | Henri Gouraud                  | 11 décembre 1915 - 14 décembre 1916 |
| 5e armée                          | Louis Franchet d'Espèrey       | 3 septembre 1914 - 31 mars 1916     |
| 6e armée                          | Pierre Dubois                  | 13 mars 1915 - 26 février 1916      |
| 7e armée                          | Étienne de Villaret            | 3 novembre 1915 - 19 décembre 1916  |
| Détachement « armée de Lorraine » | Céleste Deprez                 | 5 novembre 1915 - 31 décembre 1916  |
| 10e armée                         | Victor d'Urbal                 | 2 avril 1915 - 4 avril 1916         |
| armée de Paris                    | Michel Maunoury                | 5 novembre 1915 - 6 avril 1916      |
| armée d'Orient                    | Maurice Sarrail                | 3 octobre 1915 - 11 août 1916       |

Le 15 décembre 1915, le général Gallieni met en garde Joffre :

« Toute rupture du fait de l'ennemi survenant dans ces conditions engagerait non seulement votre responsabilité mais celle du gouvernement ! »

— J. Gallieni, 15 décembre 1915
Le généralissime trouve scandaleux que de telles craintes circulent sans son consentement. Le 5 août 1915, le GQG avait trouvé nécessaire de désarmer en partie les forts de la Meuse pour en transférer les canons sur la Somme. Il ne manque pas de rappeler à Gallieni qu'il a, lui seul, la conduite des opérations. À ceux qui trouvent cela risqué il répond : « Mais non ! Les Allemands n'attaqueront pas dans ce secteur ! ». Le lieutenant-colonel Émile Driant, député et commandant des 56e et 59e bataillons de chasseurs à pied, est l'un de ceux qui sont réputés alarmistes : Joffre menace de le déférer en Cour martiale.
De son côté, Falkenhayn se rend compte que la situation est critique pour l'Allemagne, dans les domaines militaire comme économique : il faut « saigner » l'ennemi à tout prix. Dans un premier temps, il choisit Belfort, puis redoutant la réaction helvétique, il se concentre sur Verdun. C'est une place forte stratégique française mais qui manque de communications : il sait qu'une partie du chemin de fer est de l'autre côté du front, les renforts français n'arriveront que par une petite voie au compte-gouttes. En parallèle, la 2e armée s'engagera en Champagne et la 3e sur la Somme. L'attaque est lancée le 21 février 1916.
Joffre et Foch, très occupés à la préparation de l'offensive sur la Somme, sont totalement pris au dépourvu. Les Allemands bombardent Verdun sans arrêt pendant trois semaines. Le fort de Douaumont est pris le 23 février et en quelques jours, les pertes françaises sont hallucinantes : 25 000 soldats hors de combat, 150 pièces d'artillerie détruites, une bande de 7 km perdue. Pourtant les Poilus tiennent le coup. À son tour, le fort de Brabant est pris le 24 et le général Herr, responsable de la région fortifiée, est débordé. Le général Langle de Cary, qui commande le groupe d'armées du Centre, ordonne le repli sur la rive gauche de la Meuse. Le généralissime reste calme et ordonne fermement de ne pas abandonner la rive droite de la rivière.
Joffre nomme le général Pétain commandant de la défense de Verdun et il envoie Castelnau sur place pour diriger les opérations. Dès le 27 février, Pétain organise ses forces afin de prendre en tenaille l'avance allemande ; le lendemain, la 3e armée du général Humbert est même placée sous son commandement direct. Le général en chef télégraphie à Pétain :

« Tout chef qui dans les circonstances actuelles donnera un ordre de retraite sera traduit devant un Conseil de guerre ! »

— J. Joffre, février 1916
Enfin il ordonne à Pétain une contre-offensive et à Dubail une attaque par le flanc sud. Le 1er mars, Pétain frappe avec 660 pièces d'artillerie lourde. La Voie sacrée permet l'acheminement de 23 000 tonnes de munitions et de 190 000 soldats. Le 6, nouvel assaut de Falkenhayn qui provoque de grosses pertes côté français. Joffre est critiqué au Parlement. Gallieni, ministre de la Guerre entre en conflit avec le généralissime et évoque publiquement les erreurs commises à Verdun. Pourtant Briand ne le suit pas et il doit démissionner. Le général Roques, un ami personnel de Joffre, le remplace. Le haut commandement allemand échoue, ses attaques sur la rive droite de la Meuse sont endiguées et ne donnent pas de meilleurs résultats sur la gauche. Pétain s'exclame : « Courage, on les aura ! » Le 11 mars Joffre écrit à ses soldats :

« Soldats de l'armée de Verdun ! Depuis trois semaines, vous subissez le plus formidable assaut que l'ennemi ait tenté contre vous. L'Allemagne escomptait le succès de cet effort qu'elle croyait irrésistible et auquel elle avait consacré ses meilleures troupes et sa plus puissante artillerie. Elle espérait que la prise de Verdun raffermirait le courage de ses alliés et convaincrait les pays neutres de la supériorité allemande. Elle avait compté sans vous ! Nuit et jour, malgré un bombardement sans précédent, vous avez résisté à toutes les attaques et maintenu vos positions. La lutte n'est pas encore terminée, car les Allemands ont besoin d'une victoire. Vous saurez la leur arracher. Nous avons des munitions en abondance et de nombreuses réserves. Mais vous avez surtout un indomptable courage et votre foi dans les destinées de la République. Le pays a les yeux sur vous. Vous serez de ceux dont on dira : « Ils ont barré aux Allemands la route de Verdun ». J. Joffre »

— J. Joffre, 11 mars 1916
Joffre, qui trouve Pétain finalement trop défensif, décide de le remplacer à compter du 1er mai 1916 par le général Robert Nivelle. Le 15 juillet suivant, le général Mangin lance sa 37e division et approche de Douaumont. Globalement chacun reste sur ses positions. Le 13 septembre, le généralissime se rend à Verdun pour planifier avec Nivelle et Mangin une nouvelle attaque. L'assaut est donné le 24 octobre, tout se passe comme prévu. On progresse de trois kilomètres et le 2 novembre, le général Mangin parvient à reprendre le forts de Vaux et Douaumont. Joffre est ébloui : « Magnifique, incomparable Mangin ! » Le 15 décembre, huit divisions reprennent le haut de la Meuse et 25 000 Allemands sont mis hors de combat. La bataille de Verdun est terminée.

### L’offensive sur la Somme

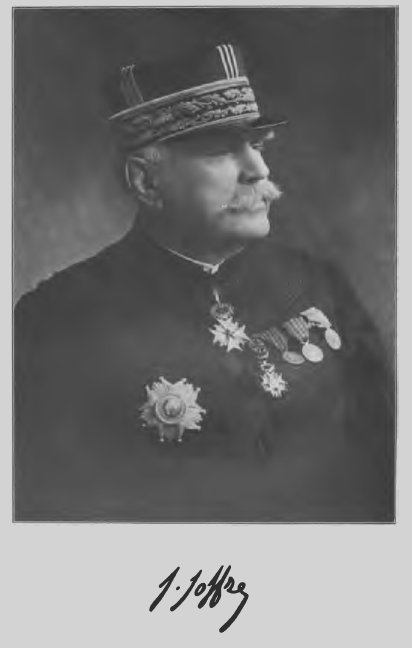
Le général et sa signature, 1917.

Les plans ont été mis au point par les généraux Foch, Joffre et Haig. Il faut attaquer sur les deux rives. Joffre est irrité par les renforts toujours croissants demandés par Pétain à Verdun. Foch qui voulait 42 divisions et 1 700 pièces d'artillerie lourde aura finalement 22 divisions et 540 pièces. Bien entendu, en terrain découvert, la préparation n'échappe pas au haut commandement allemand. Foch envisage deux attaques : une « à cheval » sur la Somme pour appuyer une offensive britannique. Le général Fayolle rappelle qu'il faut mener un assaut organisé et conduit d'objectif en objectif, précédé d'une préparation de l'artillerie lourde. Le généralissime abandonne définitivement l'offensive à outrance.
Le 1er juillet 1916, l'attaque est lancée à l'aube. La 6e armée de Foch avance de dix kilomètres et fait 8 000 prisonniers, en revanche les Britanniques peinent à franchir les premières positions allemandes. Le général Haig ordonne leur repli ce qui rend Joffre furieux : « Vous attaquerez ! Je le veux ! » crie-t-il. Finalement, les Anglais sont renvoyés sur le front et Falkenhayn doit transférer des batteries de Verdun à la Somme. Le 15 juillet, les chars blindés sont utilisés. En août 1916, Joffre écrit à ses soldats :

« Le moment approche où sous la poussée commune s'effondrera la puissance militaire allemande. Soldats de France, vous pouvez être fiers de l'œuvre que vous avez accomplie déjà. Vous êtes décidés à l'accomplir jusqu'au bout ; la victoire est certaine. »

— J. Joffre, août 1916
Rapidement un conflit naît entre les commandements français et britannique. Haig se décharge des ordres de Joffre. Le généralissime lui demande de se reprendre, en vain. La grande bataille prévue n'aura pas lieu. Dès le mois de septembre 1916, les combats baissent en intensité et le mois suivant, la bataille est quasiment terminée. Joffre et Foch sont déçus, ils ont aéré Verdun, ils ont saigné les Allemands (Falkenhayn est remplacé par Paul von Hindenburg), mais ils n'ont pas brisé l'énergie ennemie. Les Britanniques estiment que le coût est encore une fois lourd pour de faibles résultats : 140 000 morts et 210 000 blessés. Durant le mois d'octobre, les armées françaises combattent seules, mais sans Londres rien n'est possible.
Bien qu'en certains endroits le front ait progressé d'une dizaine de kilomètres à l'avantage des Alliés, l'enlisement de la Somme reste globalement un échec, tout comme Verdun, une victoire « amère ». À l'est, les Roumains déclarent la guerre aux Empires centraux et Joffre leur envoie le général Berthelot. Cependant, la Roumanie est rapidement écrasée. À Salonique, l'armée de Sarrail ne donne aucun résultat. À Verdun, les Allemands recadenassent la ville. On estime le bilan des batailles : au moins 170 000 Français morts à Verdun, 216 000 blessés et autant sur la Somme. Joffre est sérieusement critiqué.

## De la disgrâce à la fin de la guerre

### Maréchal de France
L'historien militaire Rémy Porte explique que les nombreuses critiques envers le général sont le fait des hommes politiques plus que des militaires. Le député Gustave Pédoya, député radical socialiste, est un des principaux artisans de la véritable guérilla menée par les élus de la gauche contre Joffre. Dès 1915, Pédoya met en place six sous-commissions qui permettront aux députés de traiter tout l'environnement des opérations, d'obtenir une carte de circulation dans la zone des armées et surtout d'entraver les actions de Joffre.
Joffre impute à Pétain le défaitisme ambiant qui règne à Paris à la suite des résultats des batailles de 1916. Selon lui, ce ne serait pas Pétain le « sauveur de Verdun » ; pour lui, c'est Nivelle le véritable génie.
Dans tous les cas, les politiciens deviennent hostiles contre le généralissime. Le 6 juin, les adversaires de Joffre à la chambre, parmi lesquels Abel Ferry (Gauche radicale), André Tardieu (Union républicain socialiste), Maurice Viollette (républicain socialiste), Alexandre Varenne (Parti Socialiste) et Alphonse Accambray (Radical socialiste, reconnu coupable de haute trahison) exigent une réunion à l'Assemblée générale en comité secret. Le Parlement se réunit secrètement afin d'envisager la réorganisation du haut commandement français. Joffre répond :

« Je ne me laisserai pas tirer dans les pattes. Soit ! Ces messieurs iront où ils voudront, mais flanqués d'officiers de mon état-major. Je ne puis admettre qu'ils aillent se fournir d'arguments contre mon commandement auprès de certains de mes subordonnés. »

L'organisateur de la Somme, le général Foch, est l’objet d’une vive polémique. Le ministre de la Guerre, le général Roques, dit de lui qu'il est trop vieux et le député Augagneur affirme qu'il sacrifie ses troupes. Enfin, le Parlement fait remarquer à Joffre qu'il n'a pas donné tous les moyens nécessaires à l'armée d'Orient de Sarrail.
Le président du Conseil, Aristide Briand, propose de confier au général Nivelle, politiquement compatible car proche de Poincaré, le commandement en chef des armées et de conférer à Joffre le titre honorifique de général en chef des armées françaises, comme conseiller technique du gouvernement. Le généralissime comprend qu'on veuille le mettre dans l'ombre, mais pour lui seul Foch peut lui succéder.
Le 7 décembre 1916, Briand annonce à la Chambre (Assemblée nationale) que le GQG va être réorganisé prochainement. Joffre et Foch sont remplacés. Une véritable intrigue se met en place, orchestrée par Poincaré et Briand.
Au même moment, le président du Conseil contacte le général Lyautey (gouverneur du Maroc) pour lui proposer le ministère de la Guerre. Véritable ennemi de Joffre, Lyautey n'accepte pas que ce dernier soit nommé conseiller au sein du ministère de la Guerre. Le 26 décembre, Briand informe Joffre qu'il doit renoncer à toute fonction au gouvernement. L'ancien généralissime est contraint de s'incliner. En échange, il est fait maréchal de France. Ce titre honorifique lui est conféré pour éviter tout scandale politique.

### Mission aux États-Unis

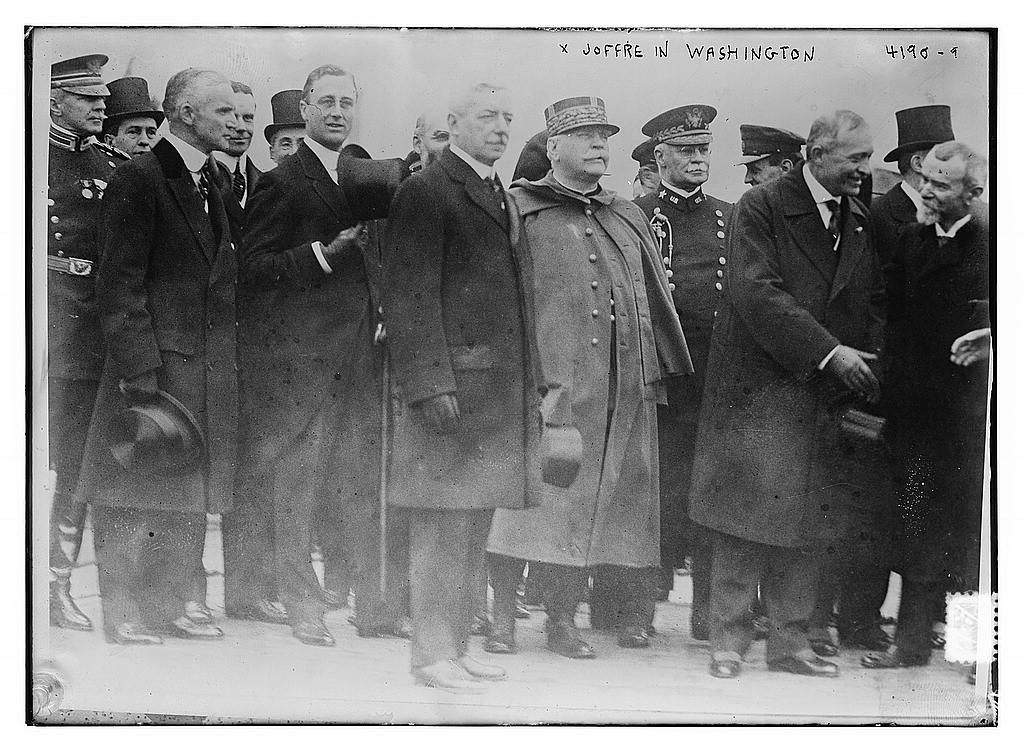
Le maréchal Joffre et René Viviani accueilli par le secrétaire adjoint à la Marine américaine : Franklin Delano Roosevelt.

À la suite de la déclaration de guerre du Congrès américain à l'Allemagne, le ministre de la Guerre Alexandre Ribot propose à Joffre de prêter « son inégalable prestige » et d'accompagner Viviani aux États-Unis. Joffre accepte et participe à la mission Viviani-Joffre. En effet, n'ayant pas d'ennemis et n'étant plus en guerre depuis la fin de la guerre de Sécession, les Américains n'ont qu'une armée balbutiante de 120 000 hommes.
L'objectif donné à Joffre est de convaincre le président Woodrow Wilson de préparer son armée à la guerre. La mission embarque à bord du Lorraine II le 15 avril 1917 à Brest. Au bout de neuf jours de mer, la mission arrive à New York le 24 avril. L'amiral Mayo, chef de la flotte américaine de l'Atlantique s'exclame : « Sir, votre présence ici est le plus grand honneur qui puisse être rendu à mon pays ! » Dans les rues, la foule crie « Joffre ! Joffre ! » L'homme est accueilli en héros national. Tous les journaux américains rendent hommage au « vainqueur de la Marne » et on va jusqu'à le comparer à La Fayette. Joffre donne une conférence à l'École de guerre sur la situation militaire de l'Europe : il demande les moyens les plus rapides pour une intervention américaine. À Mount Vernon, il dépose sur la tombe de George Washington la palme offerte aux soldats morts pour la patrie.

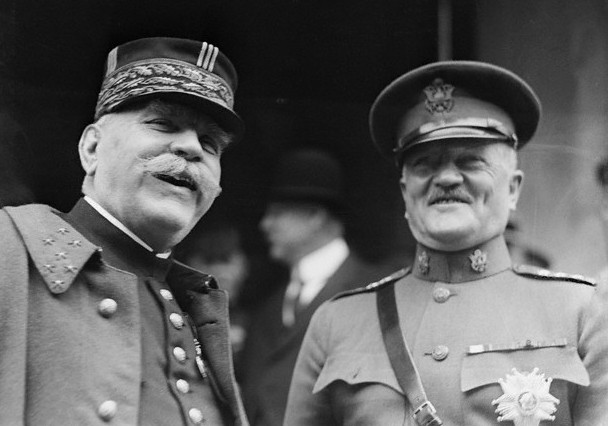
Joffre et Pershing.

Enfin, il convainc le président Wilson, qu'il rencontre longuement, de créer une armée moderne et de son autonomie. Avec lui, il passe en revue chaque détail du conflit : les effectifs français et allemands, l'organisation de l'armée américaine, le transport et le débarquement, l'organisation du commandement… Au ministère de la Guerre, on lui présente le commandant des forces américaines, le général John Pershing.
Au total, dans un premier temps, une division composée de quatre régiments d'infanterie, de douze batteries de campagne et de six batteries lourdes s'embarque début juin. Le 24 mai, le maréchal Joffre est de retour en France ; il est nommé inspecteur général des troupes américaines.
Une nouvelle polémique émerge : contrairement à ce qui était prévu, c'est-à-dire que les Américains servent dans leur armée, le gouvernement Painlevé veut placer des paquets de soldats américains dans les armées franco-britanniques. Joffre refuse et énonce que la parole de la France aux États-Unis est en jeu. Le 13 juin, Pershing est accueilli par Joffre à Paris ; les deux officiers sont reçus triomphalement par les Parisiens.
A Gondecourt, le 16 octobre 1917, Pershing déclare publiquement que le maréchal Joffre avait rendu un immense service aux deux nations. Les États-Unis lui sont redevables de l'esprit résolu et de l'union avec lesquels ils ont abordé le problème de leur intervention dans la guerre.

### Foch à la tête des Alliés
Cependant, il y a toujours énormément de tensions entre les commandements français et anglais. Beaucoup regrettent le départ de Joffre et souhaitent son retour. Ailleurs en Europe, les Russes se décomposent définitivement et cherchent à signer la paix avec les Allemands, l'armée d'Orient est figée à Salonique et les Italiens sont écrasés à Caporetto (novembre 1917). Face à une situation politique intérieure et extérieure délicate, Poincaré décide de nommer, malgré lui, son rival Georges Clemenceau à la tête du Conseil des ministres.
Le maréchal n'a plus de rôle dans le commandement militaire français, mais on lui demande son avis sur le nom du futur commandant en chef : choisir entre Pétain le défensif et Foch l'offensif. Admirant les deux généraux, Joffre choisit Foch, car il estime que la France ne peut pas rester les bras croisés. Autre point important : le commandement unique. Depuis le départ de Joffre à la tête du commandement français, les Alliés franco-anglais ne parviennent pas à se mettre d'accord sur le sort de l'Europe ennemie : les empires allemand, austro-hongrois et ottoman, ainsi que d'autres nations telles que la Bulgarie et la future Pologne. Le 8 janvier 1918, le président Wilson présente ses quatorze points.
En mars 1918, la situation devient préoccupante avec la signature d'un traité de paix entre la Russie et l'Allemagne. Hindenburg peut désormais déplacer toutes ses troupes sur le front occidental : 192 divisions d'infanterie contre 172 chez des Alliés (France, Grande-Bretagne, Belgique, Portugal et États-Unis) sans commandement uni. Le 21 mars, Hindenburg et Ludendorff lancent une série d'offensives ; ils sont rapidement à Ham et Péronne. À Amiens, les Britanniques sont en déroute et Clemenceau pense quitter Paris.
De son côté, Joffre supplie la présidence de faire nommer son ami Foch généralissime. Trois conférences se tiennent au cours de la fin mars : les Alliés ne se mettent pas d'accord mais enfin, lors d'une quatrième à Beauvais le 15 avril, le général Foch est nommé généralissime de toutes les armées alliées. Joffre lui écrit :

« Mon cher ami, j'ai appris avec satisfaction que l'on s'était enfin décidé à vous donner les pouvoirs de commandant en chef des armées alliées. Vous avez une tâche très lourde […]. Quelles que soient les difficultés de votre tâche, je suis persuadé que vous la mènerez à la bonne fin. Ce que vous avez fait sur l'Yser et dans les Flandres répond du succès de vos opérations actuelles. Tous mes vœux sont avec vous. Joffre »

— J. Joffre, 16 avril 1918

## L’après-guerre: la seconde gloire du maréchal Joffre

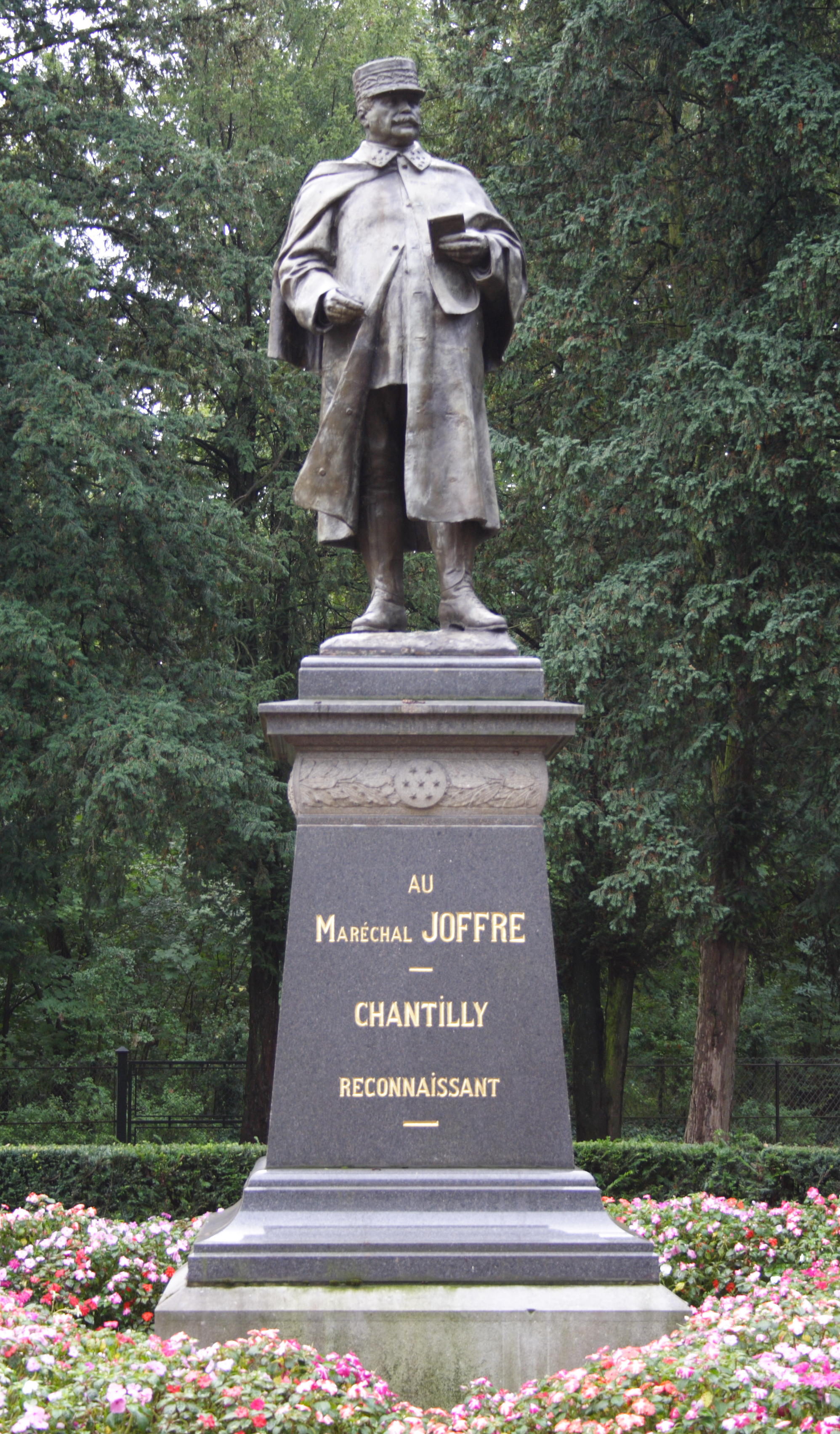
La statue du maréchal Joffre à Chantilly, lieu de son QG pendant la Grande Guerre (inaugurée en juin 1930).

### Hommage de la France
Clemenceau ne souhaite pas inviter Joffre parmi les personnalités présentes lors de l'entrée officielle des troupes françaises à Metz et Strasbourg. Mais Pétain, Fayolle et Foch parviennent à le faire venir. Quelques mois plus tôt, le maréchal Joffre avait été élu à l’Académie française le 14 février 1918 au fauteuil de Jules Claretie. Cependant il est reçu, en uniforme, à la Coupole le 19 décembre et les présidents Wilson et Poincaré sont présents pour l'occasion. Dans son discours, il commence par faire l'éloge de l'Armée, de ses chefs, de Foch, des soldats français, des Alliés, des soldats britanniques, des soldats russes… Voici son discours :

« Pour louer de tels soldats, les mots sont impuissants et seul mon cœur s'il pouvait laisser déborder l'admiration dont il est pénétré pour eux, traduirait l'émotion que j'éprouve… Je les ai vus, couverts de poussière et de boue, par tous les temps et par tous les secteurs […] toujours égaux à eux-mêmes, bons et accueillants, affectueux et gais, supportant les privations et les fatigues avec bonne humeur, faisant sans hésitation et toujours simplement, le sacrifice de leur vie […]. »

— J. Joffre, 19 décembre 1918
En février 1919, il retourne en cure dans le Roussillon à Amélie-les-Bains, puis à Rivesaltes, où le maire le reçoit officiellement. Il se recueille devant sa maison natale, puis sur la tombe de ses parents.
À Paris, le 13 juillet 1919 dans l'après-midi, à l'Hôtel de Ville, sont d'abord remises aux trois maréchaux (Joffre, Foch et Pétain) des épées d'honneur offertes par le conseil municipal de Paris, puis les drapeaux des 22 régiments qui ont conquis le droit de porter la fourragère rouge sont décorés de fourragères de soie écarlate.
Le 14 juillet, la foule le réclame afin qu'il défile aux côtés du maréchal Foch à cheval, lors du défilé de la Victoire. Les deux militaires sont accueillis triomphalement.
En octobre, c'est la ville de Perpignan qui lui rend hommage, il défile en voiture, la foule est là encore une fois. Le poète catalan Janicot lui écrit même un poème. Dans les autres villes de France, il préside des centaines de banquets d'anciens combattants, des meetings de veuves de guerre, des réunions de grands invalides de guerre, il inaugure des monuments aux morts.

### Immense popularité internationale

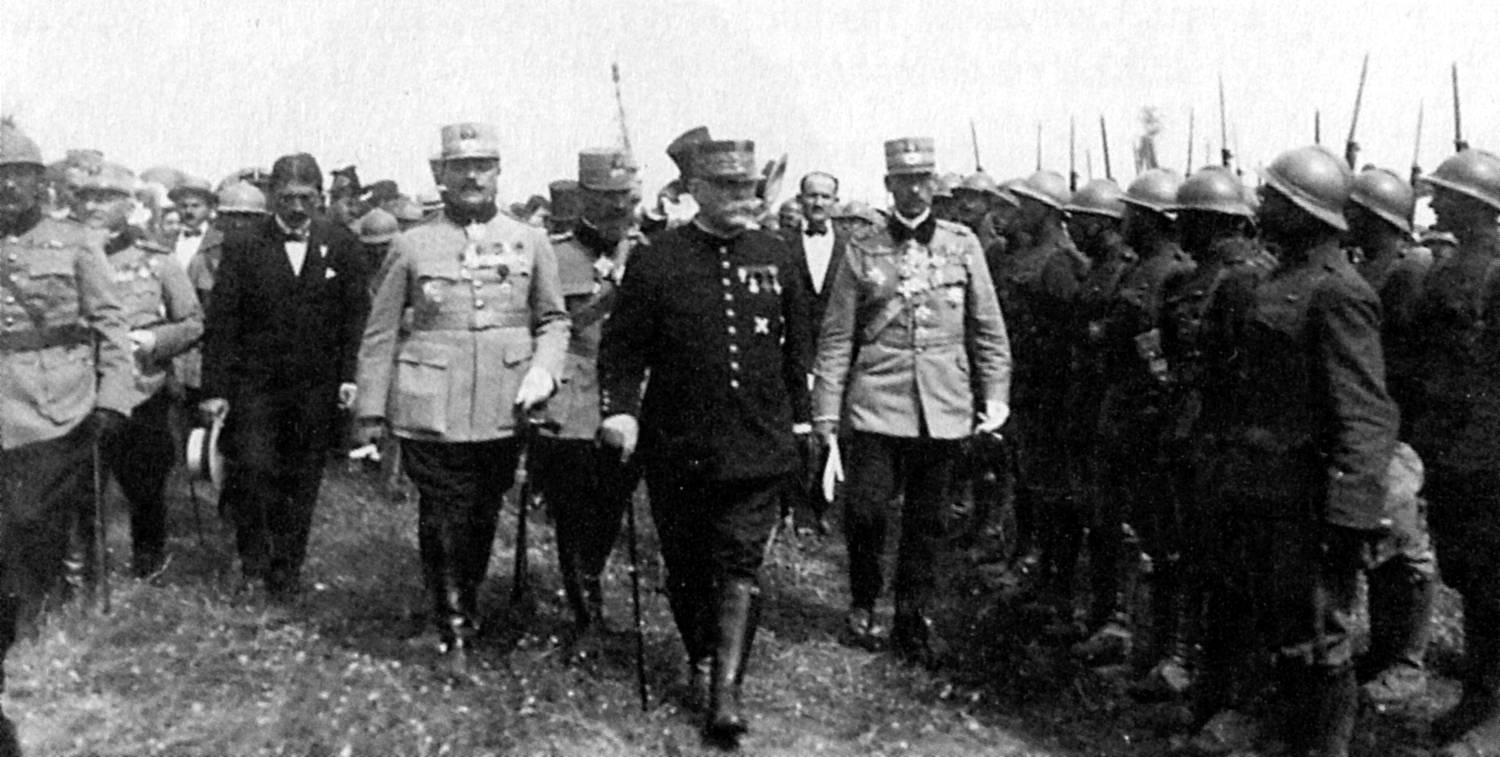
Le maréchal Joffre en Roumanie.

De retour à Paris en janvier 1920, il doit partir en Roumanie remettre la médaille militaire au roi Ferdinand Ier et la croix de guerre à la ville de Bucarest. À cette occasion, un pâtissier roumain nomme « Joffre » un gâteau au chocolat qu'il a créé, en l'honneur du maréchal. Le maréchal représente aussi la France à Belgrade et à Lisbonne, où il inaugure le monument du Soldat inconnu portugais.
Puis il se rend à Madrid où est remise la médaille militaire au roi Alphonse XIII. Il termine son périple par Barcelone, où il est pris en porte-à-faux lors de manifestations catalanes et anti-espagnoles : il doit écourter son séjour et part le 7 mai.
C’est au printemps 1920 que le principe d’une mission française officielle en Extrême-Orient est admis par le Gouvernement : il convenait en effet de rendre au Japon la visite que le prince héritier Hirohito venait de faire à la France et de resserrer les liens d’amitié avec tous les pays d’Asie qui avaient participé à la victoire. On demande au vainqueur de la Marne d’accepter cette mission : l’autorité exceptionnelle qui s’attache à son nom, l’éclat des services qu’il a rendus à la cause de la liberté, le souvenir de ses campagnes coloniales en Extrême-Orient, le désignent plus qu’un autre pour une telle ambassade. Joffre accepte très vite de reprendre son bâton de pèlerin pour mettre une nouvelle fois le prestige de sa gloire au service de la France.
Le 9 décembre 1921, il accoste à Saïgon, où il reçoit un émouvant accueil : Maurice Long, le gouverneur général, monte à bord pour le saluer. Une foule considérable acclame le Maréchal qui se rend au palais du Gouvernement à travers les rues pavoisées : les Marseillaise retentissent aux carrefours, les cloches sonnent, les rues sont noires de monde.
Le 13 décembre, il part pour Phnom-Penh où il va saluer le vieux roi Sisowath, le fidèle ami de la France. Le maréchal et sa délégation visitent les ruines d'Angkor où le roi Sisiwath lui donne un spectacle grandiose : la reconstitution des cortèges des rois khmers (plus de 60 éléphants et 5 000 figurants participent au cortège).
Le 22 décembre, Joffre fait une escale à Bangkok où l'attend le prince de Nakhon Sawan, chef d’état-major général de l’armée et cousin du roi. Une compagnie de la garde royale lui rend les honneurs. Le maréchal Joffre est accueilli par le roi Rama VI qui organise une soirée de gala en son honneur.
Joffre poursuit sa mission à la ville impériale de Hué, le 3 janvier 1922. La ville fête joyeusement le maréchal et l’empereur Kai Dinh multiplie à son égard les marques d’honneur et de respect, en le recevant magnifiquement dans son palais rouge et or, et en venant lui rendre visite chez le Résident supérieur, M. Pasquier.
Il revient à Ba-Dinh, là-même où il avait participé à un siège en 1887, lorsqu'il était officier du génie en Extrême-Orient. Quelques jours plus tard, le maréchal arrive à Hanoï, le 7 janvier 1922, par la gare monumentale somptueusement décorée. Une foule énorme l’attendait pour l’acclamer sur son passage jusqu’au Gouvernement général ; il est clair qu’Hanoï n’a pas voulu être distancée dans l’enthousiasme par sa rivale Saïgon. Joffre remet la croix de grand officier de la Légion d'honneur au général Puypéroux.
Il termine son tour du monde par le Japon — à Yokohama puis Tokyo, où il rencontre le prince impérial Hirohito — et enfin la Chine à Pékin et Shanghai. Selon l'historien Joy, partout où il passe, il est accueilli triomphalement par la foule,.

### Fin de vie

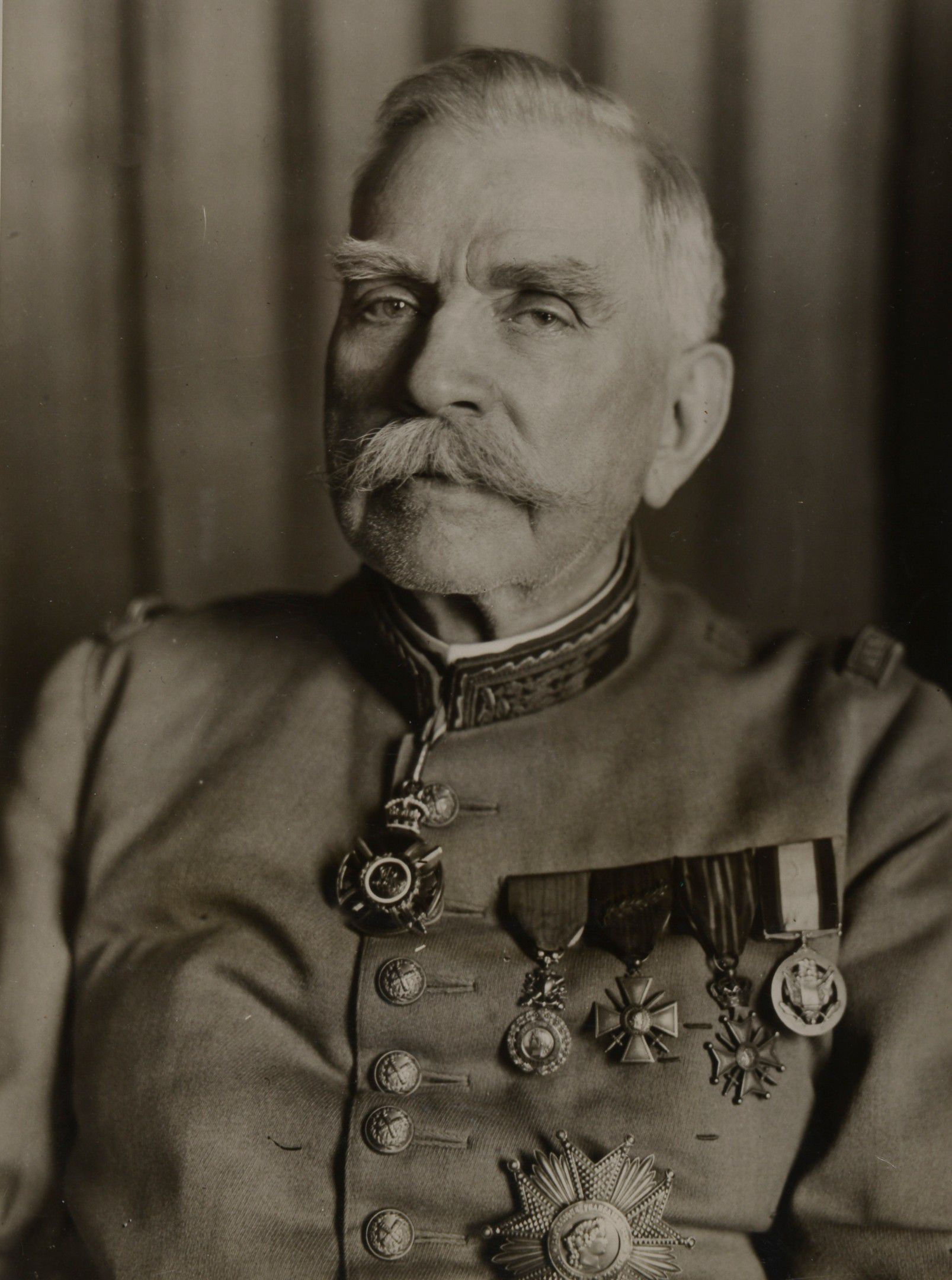
Le maréchal Joffre, vers la fin de sa vie.

Il rentre en France au début de l'année 1922 pour terminer tranquillement une vie bien chargée, âgé de 70 ans. Joffre achète avec sa femme et sa fille une châtaigneraie à Louveciennes (à l'ouest de Paris), où il fait bâtir un bungalow — de type colonial — précédé d'une façade aux colonnades blanches à la manière du Mount Vernon de Washington. En 1928, il termine ses Mémoires entamés huit ans auparavant, où il raconte ses responsabilités de 1910 à 1917 en deux tomes qui seront édités post mortem selon sa volonté. C'est à cette époque qu'il perd deux de ses amis : le maréchal Fayolle le 27 août 1928 et le maréchal Foch le 20 mars 1929.
Il vit pendant 10 ans au 115 rue de la Pompe (16e arrondissement de Paris). Une plaque lui rend hommage.
En 1926, il est à l'initiative du salon du Franc, une exposition-vente d'oeuvres d'une centaine d'artistes étrangers vivant en France et qui offrent chacun une peinture ou une sculpture pour défendre le franc alors en pleine dévaluation.
Le 21 juin 1930, le maréchal Joffre fait sa dernière apparition publique à l'occasion de l'inauguration de sa statue à Chantilly, où il a tenu son QG pendant la Grande Guerre. Il est très affaibli, car depuis plusieurs mois il a une artérite des membres inférieurs et peine à se déplacer. Le 19 décembre, d'atroces douleurs aux jambes l'emmènent à l'hôpital : les médecins, René Leriche et René Fontaine, doivent l'amputer de la jambe droite. Quelques jours plus tard il tombe dans le coma. Le 3 janvier 1931 à 8 h 0, il aurait prononcé ces derniers mots : « J'ai beaucoup aimé ma femme » et « je n'ai jamais fait de mal à personne », puis il meurt à 8 h 23 à 78 ans à la clinique des frères de Saint-Jean-de-Dieu au 19 rue Oudinot dans le 7e arrondissement de Paris.
Des obsèques nationales lui sont organisées le 7 janvier et la foule pleure son héros de la bataille de la Marne. Le service religieux est célébré en l'église Saint-Louis-des-Invalides à Paris, ainsi qu'en l'église Saint-Louis-des-Français de Rome et en l'église Saint-Polycarpe de Smyrne. Quelques jours plus tard, le 11, le Parlement vote une loi déclarant que « Joseph Joffre, maréchal de France, a bien mérité de la Patrie. » Il repose dans un mausolée situé dans sa propriété de La Châtaigneraie à Louveciennes (Yvelines). Henriette Joffre meurt en 1956 à 92 ans.

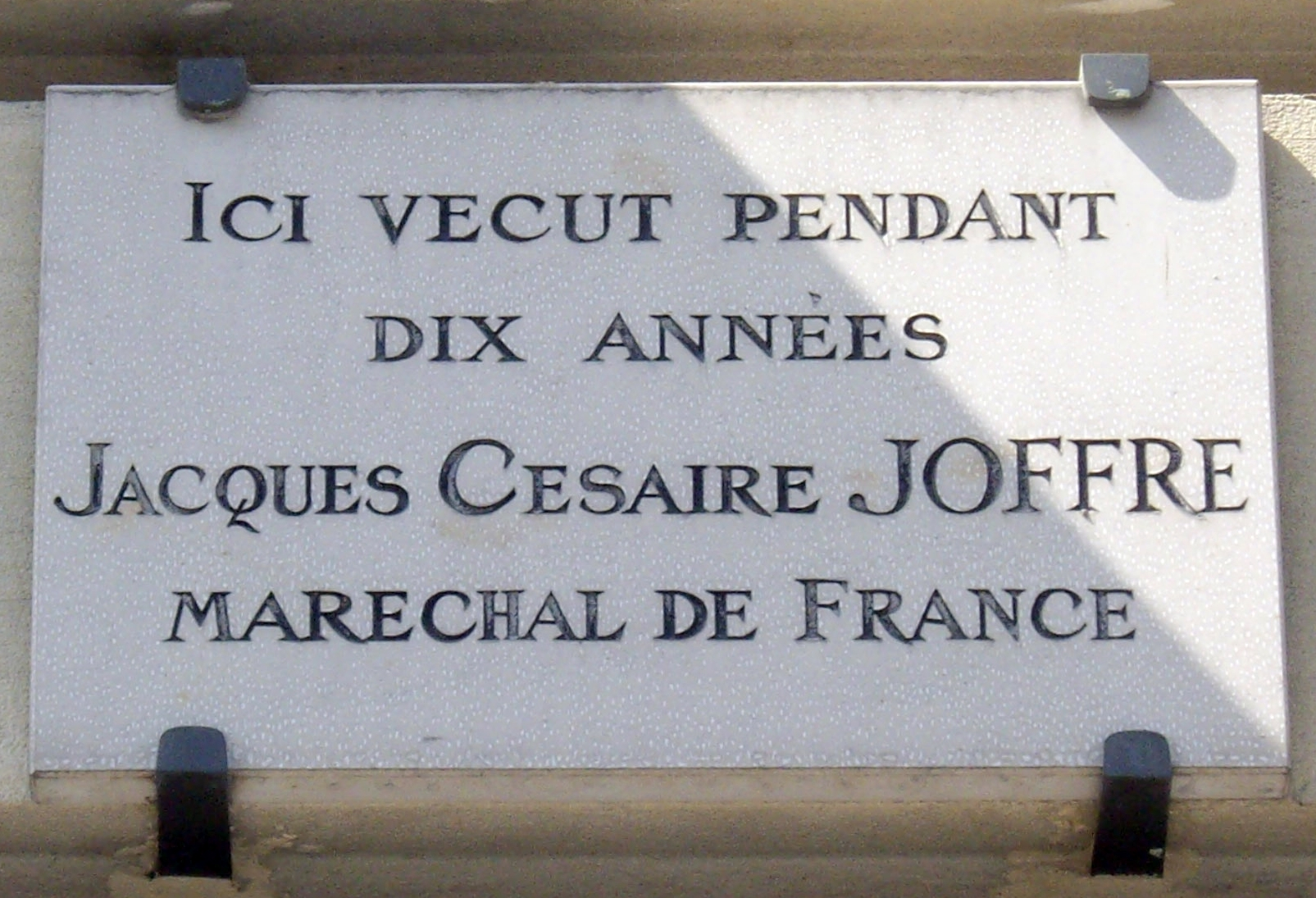
La plaque signalant où vécut Joseph Joffre à Paris, rue de la Pompe à Paris.
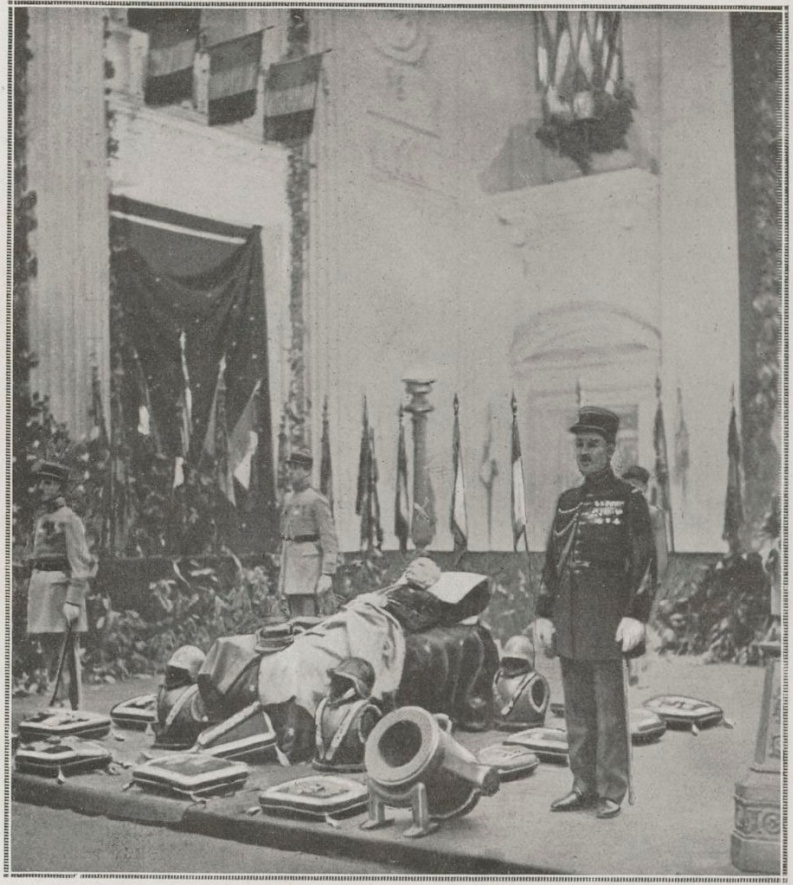
Dépouille de Joseph Joffre, à l’École militaire.
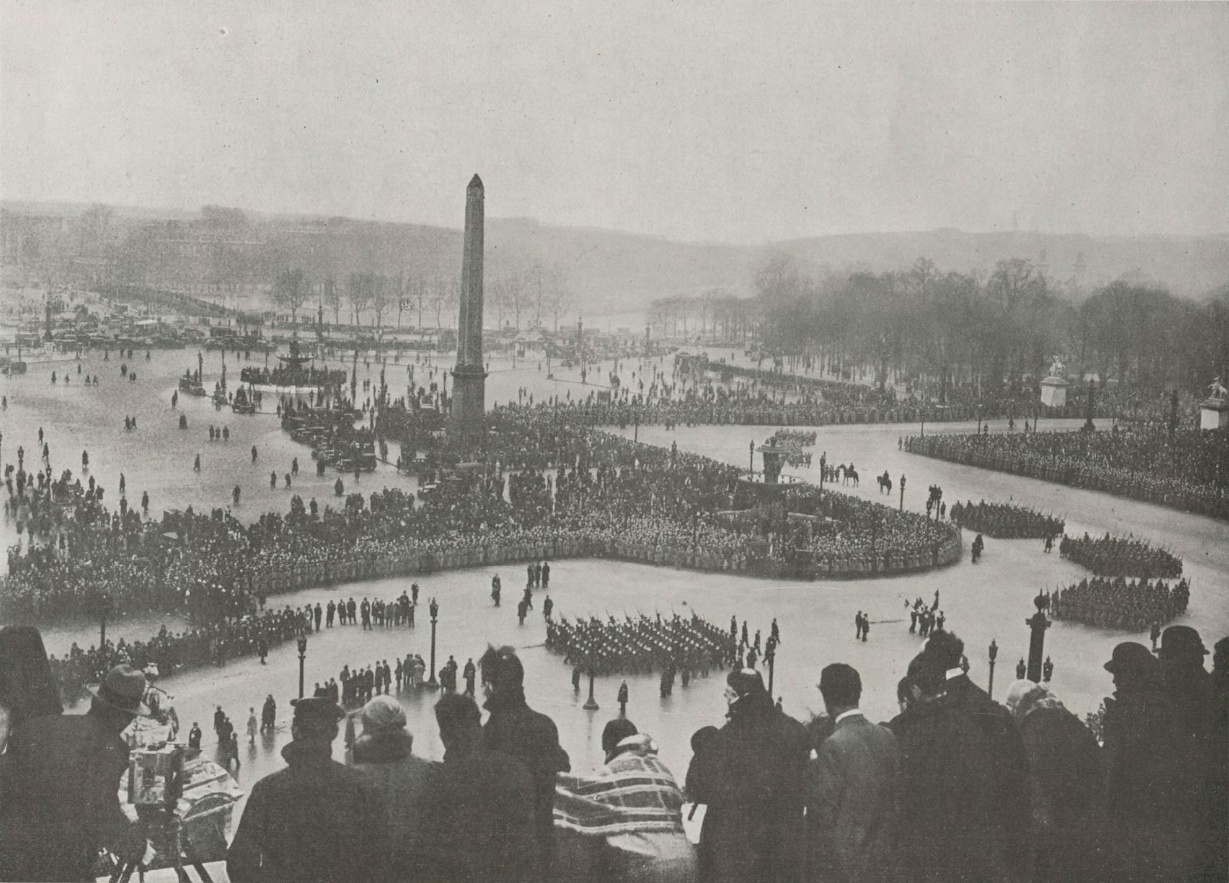
La foule place de la Concorde, lors des obsèques nationales, en janvier 1931.
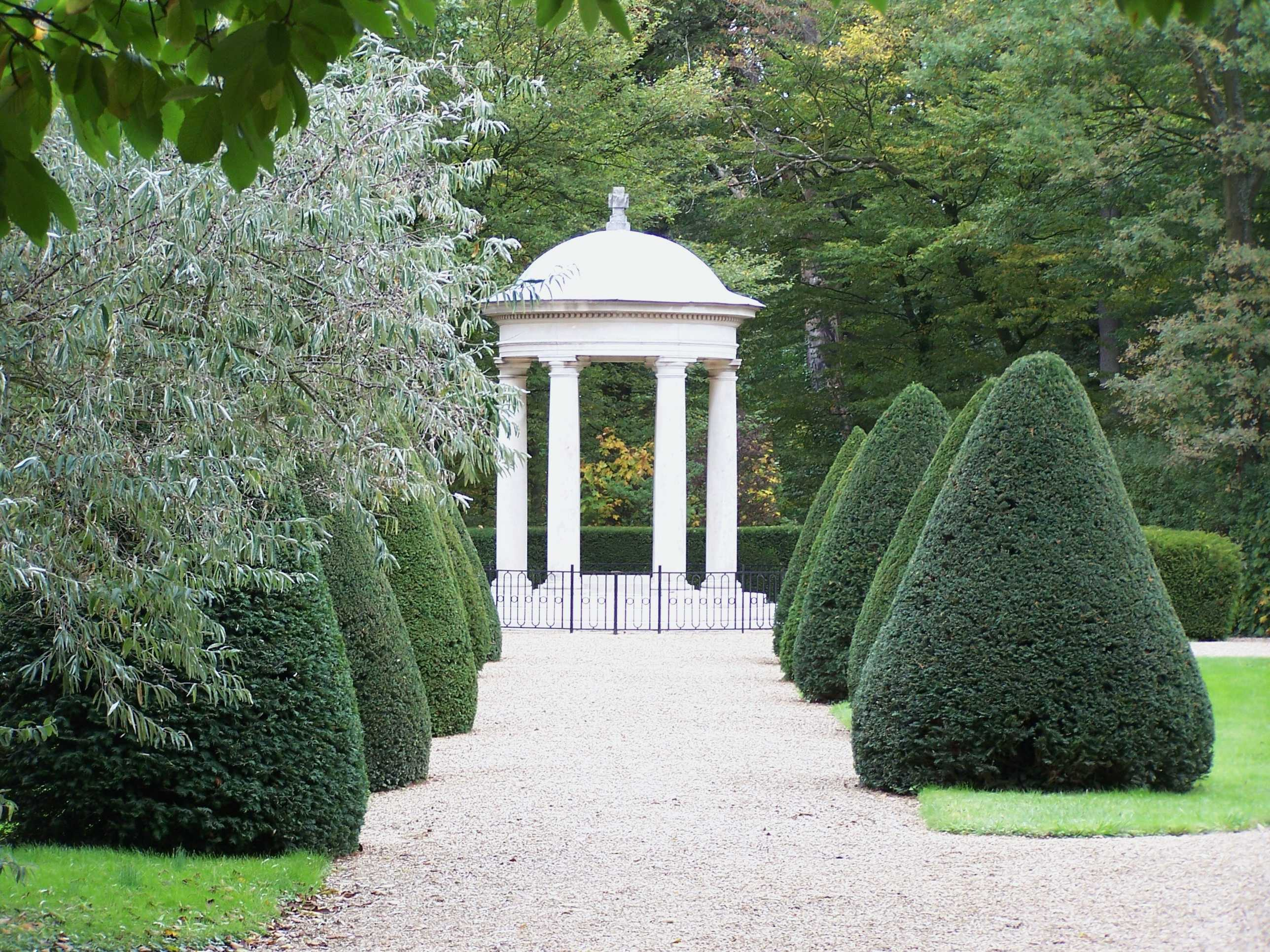
Le tombeau de Joffre à Louveciennes.
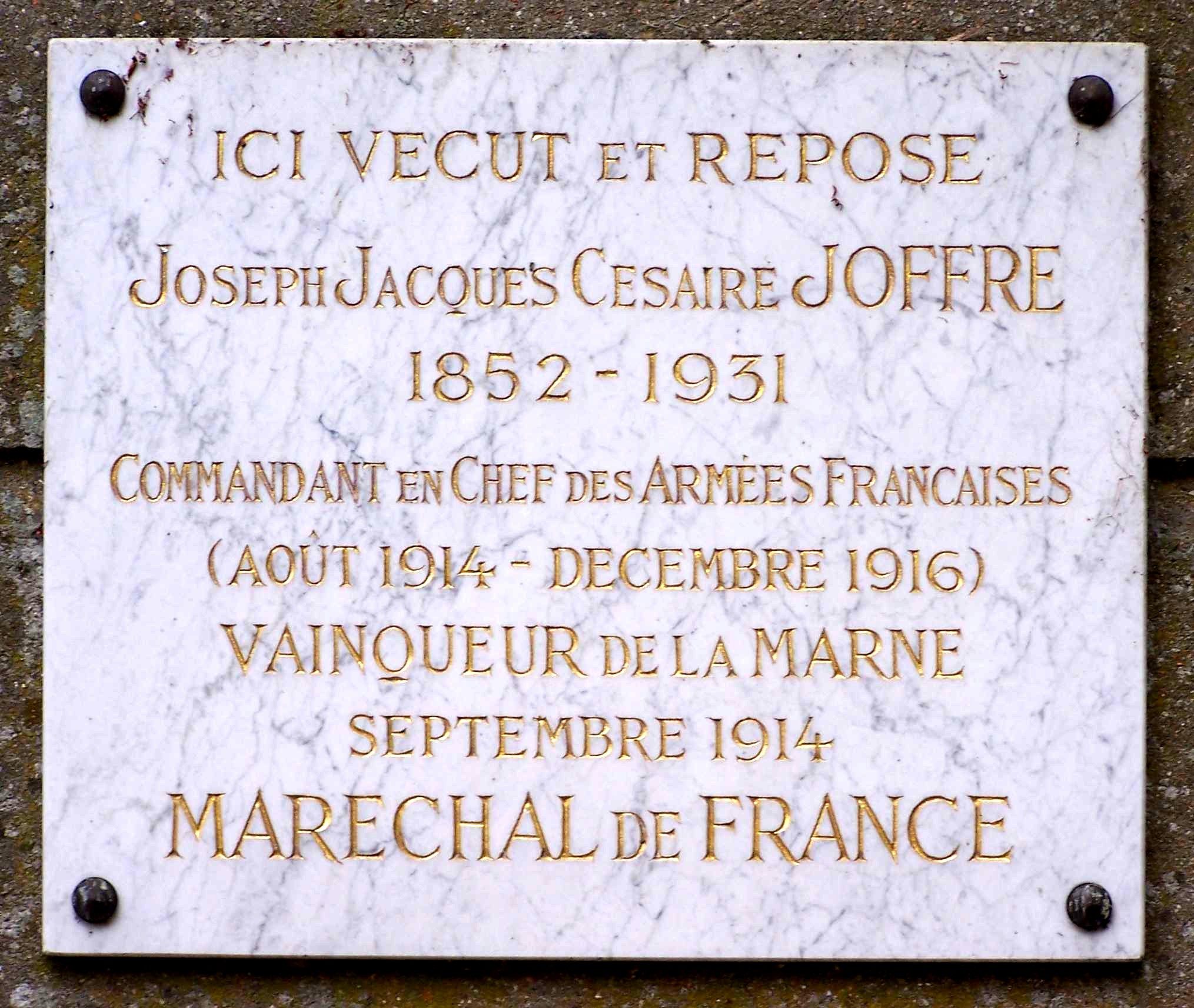
Plaque commémorative à Louveciennes.

## Un personnage dénigré

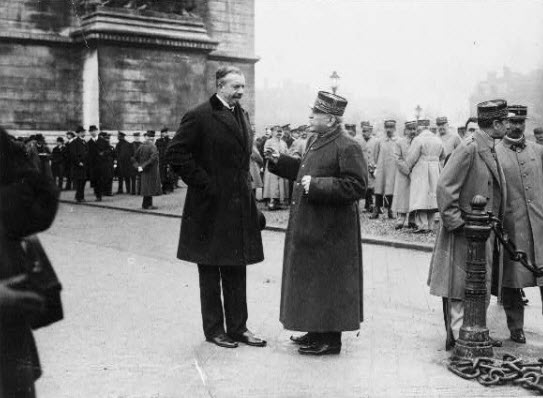
Le maréchal Joffre et André Maginot.

Vénéré, adulé de son vivant, plusieurs objets iconographiques ont été créés à son effigie à la demande du peuple français. L'action de Joffre, vu comme « le vainqueur de la Marne », est reconnue par tous les généraux Foch, Pétain, Fayolle, Franchet d'Espèrey, Gamelin et Weygand.
L'historien militaire Rémy Porte explique que le maréchal Joffre (et les autres généraux) fait l'objet, dès les années 1920 (arrivée du cartel des gauches), d'une campagne de décrédibilisation, à la fois pour des raisons politiques d'avant-guerre (la loi des Trois ans, la révocation d'officiers dits incompétents), et pour ses choix de commandement (limogeage des généraux, notamment en août-septembre 1914) :

« Lorsque le danger est passé, classiquement, ceux qui n’ont pas eu à prendre les décisions les plus sévères se découvrent de nouvelles compétences et n’hésitent pas, dans le calme retrouvé, à manier l’éloge ou la critique. Les exemples sont nombreux et chacun se sent capable de commenter les décisions de tel ou tel responsable. Le phénomène n’est pas propre à l’histoire militaire, mais il atteignit là des sommets.
Curieusement, dès la guerre terminée, les critiques se multiplièrent à l’égard du haut commandement vainqueur et l’« incompétence » supposée des généraux s’imposa bientôt dans la plupart des ouvrages, à l’initiative de militaires ou d’anciens militaires comme de responsables politiques. Dans ce cadre, rares sont les officiers généraux qui ont été haïs ou admirés autant que Joffre. Ses adversaires, civils et militaires à l’époque des événements, historiens ultérieurement, s’en sont donné à cœur joie dans le dénigrement, tandis que ses biographes faisaient le plus souvent œuvre d’hagiographie jusqu’à l’indigestion. Or, Joffre parlait peu, et sans doute écrivait-il encore moins, ce qui rend non pas sa défense, mais tout simplement la recherche d’une analyse plus équilibrée, difficile. Il est, par exemple, parfaitement acquis qu’il n’a pas lui-même écrit ses propres Mémoires, comme ce fut d’ailleurs le cas pour plusieurs de ses pairs, et ces deux volumes tardivement publiés ne rendent pas compte de ce que fut l’ensemble de sa vie. On sait qu’il donnait quelques directives générales à ses officiers d’état-major qui rédigeaient puis lui soumettaient le manuscrit. Les pages étaient ensuite lues, relues, discutées, amendées, et, précise le général Zeller, « il ne s’était pas privé d’en corriger le texte, presque toujours dans le sens de la sévérité… »

Au début des années 1920, le maréchal Joffre est progressivement exclu des représentations publiques et politiques françaises. Malgré sa disgrâce, il continue à honorer les invitations de la part des pays alliés : l'inauguration du monument des morts américain à Cheppy en 1922, l'inauguration du monument de morts à Metz en compagnie de Raymond Poincaré en 1922, à l'inauguration de la tombe du soldat inconnu, invitation au 10e anniversaire de la bataille de Meaux en 1924, au monument aux morts de Noyon en 1925[réf. incomplète]... Malade et affaibli, le maréchal Joffre revient en grâce avec l'inauguration de la statue Joffre à Chantilly en 1930 ; c'est sa dernière représentation publique avant son décès.

Le général Léon Zeller, pourtant fréquemment critique dans ses souvenirs de guerre décrit le Maréchal :
« Doué de qualités intellectuelles aussi solides que son organisme, il commandait avec bon sens, clairvoyance, et une autorité de bon aloi ; bienveillant sans faiblesse, faisant crédit à ses subordonnés quand il connaissait leur valeur morale et militaire, et leur laissant le soin de veiller aux détails, n’écoutant pas volontiers les longs discours, et parlant peu lui-même, sans facilité ni chaleur. Porté par sa formation scientifique et ses séjours au-delà des mers vers les réalités plus que vers les abstractions, il donnait aux affaires d’organisation, de mobilisation, de personnel et de matériel la priorité sur celles de tactique qui, se prêtant aux hypothèses et aux variantes, ont moins d’attrait pour certains esprits précis. Discernant les questions qui devaient relever de son examen, il se réservait, avec une autorité sans réplique, les décisions qui s’y rapportaient"
Au début du XXIe siècle, la Grande Guerre est remise à l'honneur dans l'historiographie internationale. Le maréchal, un peu oublié, reçoit, le 28 septembre 2004, à l'occasion du 90e anniversaire de la victoire de la Marne, un hommage devant son tombeau à Louveciennes de la part du ministre délégué aux Anciens combattants, Hamlaoui Mekachera, citant le général de Gaulle :

« Si la guerre sanctionne impitoyablement les déficiences et les défaillances, elle ne ménage pas le succès à la valeur et à la vertu. Ce fut la fortune de la France que son armée, demeurée solide en dépit du revers initial, eût alors à sa tête un chef qui ne perdit point l'équilibre. »

L'historien Remi Porte explique  que la carrière de Joffre outre-mer mérite que l’on s’y intéresse, par la durée totale de ses séjours et par la diversité des missions remplies.Elle fait de lui, comme bien d’autres certes, l’un des fondateurs de l’Empire français d’outre-mer et contribue indiscutablement à forger sa personnalité si particulière.
Par ailleurs, l'investissement personnel de Joffre entre 1911 et 1914 est très probablement l’un des éléments essentiels de la préparation de l’armée française à la guerre qui approchait. Son action se fait sentir dans tous les domaines (organisation, équipement, instruction, etc.), et si l’on peut regretter qu’il ne soit pas allé assez loin et assez vite sur toutes les questions en suspens, il ne faut pas oublier que les programmes d’équipement militaire et de modernisation de toutes les armées européennes à l’époque étaient à échéance de 1916 à 1922… Le fait que la guerre soit survenue « trop tôt », avant que les réformes entreprises aient porté leurs fruits, est un paramètre qu’il faut retenir.
Le Maréchal Joffre était plus « technicien » que « sabreur ». Il s’est trompé, avant la guerre et en août 1914, en sous-estimant gravement la participation des unités allemandes de réserve aux combats de première ligne. Il a sans doute trop longtemps maintenu son entière confiance à des subordonnés qui, se trompant eux-mêmes, l’ont parfois induit en erreur. Il a imposé entre le 15 et le 25 août une série d’offensives qui ne pouvaient pas réussir au regard de la situation réelle des armées ennemies.
Mais il a su, dès que la situation générale a été connue, réorganiser l’ensemble de son dispositif, fixer de nouvelles missions à ses subordonnés, suivre au plus près l’évolution des événements, préparer et conduire la bataille de la Marne dans sa globalité. Il s’est efforcé, dès l’hiver 1914-1915, alors que cette idée était encore totalement novatrice parmi le personnel politique et chez ses homologues alliés, de coordonner le plus étroitement possible l’action simultanée des armées de l’Entente. Il a défendu, le plus longtemps possible, bien que n’en ayant pas tous les moyens nécessaires, la nécessité de conserver l’esprit offensif même pendant la guerre de positions, car une guerre, quelle qu’elle soit, ne se gagne qu’en battant l’ennemi.
Lors de l’entrée en campagne, aucun autre membre du Conseil supérieur de la guerre n’aurait sans doute pu aborder les premiers revers avec autant de réalisme et de calme communicatif, et ses successeurs, de Nivelle à Pétain et même à Foch, s’appuieront durablement sur les bases qu’il a établies.

## Publications de Joffre
- Sur les types de caserne à adopter pour le Tonkin, Paris, Berger-Levrault, 1889.
- Mémoires du maréchal Joffre (1910-1917), Paris, éd. de l'Officine, 2008 (1re éd. 1932), 385 p., 2 volumes (ISBN 978-2-35551-010-6).
- Charleroi et la Marne, Paris, Flammarion, 1938.
- La préparation de la guerre et la conduite des opérations, Paris, Chiron, 1920.
- Avec Foch, le Kronprinz et Lundendorf, Les deux batailles de la Marne, Paris, Payot, 1929.

## Honneurs

Armoiries en tant que chevalier de l’ordre de Charles III d'Espagne.

### Distinctions françaises

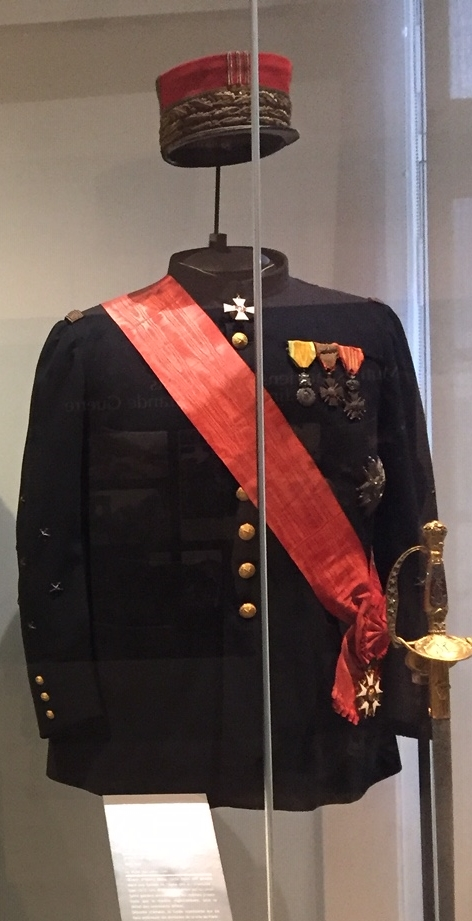
La tenue que porta Joffre lors du défilé du 14 juillet 1919 : on y observe la grand-croix de la Légion d'honneur, la médaille militaire et la croix de guerre 1914-1918 avec une palme.

- Médaille militaire (26 novembre 1914)

(Nota : la médaille militaire se porte en avant la LH pour les officiers généraux ayant commandé au front, attention selon La Grande Chancellerie aucun texte officiel n'existe et il s'agit d'une simple habitude) ;
- Grand-croix de la Légion d'honneur (11 juillet 1914)
 Grand officier de la Légion d'honneur (11 juillet 1909)
 Commandeur de la Légion d'honneur (11 juillet 1903)
 Officier de la Légion d'honneur (26 décembre 1895)
 Chevalier de la Légion d'honneur (7 septembre 1885)
- Croix de guerre 1914-1918, palme de bronze avec une palme
- Médaille coloniale avec agrafe « Sénégal-Soudan » (1894)
- Officier de l'Instruction publique (1909)
- Médaille commémorative de l'expédition du Tonkin (mars 1887)
- Médaille commémorative de la guerre 1870-1871
- Officier de l'ordre du Dragon d'Annam (1887)
- Chevalier de l’Ordre royal du Cambodge (1887)La tenue que porta Joffre lors du défilé du 14 juillet 1919 : on y observe la grand-croix de la Légion d'honneur, la médaille militaire et la croix de guerre 1914-1918 avec une palme.

### Distinctions étrangères
- Army Distinguished Service Medal (États-Unis)
- Grand-croix avec collier de l'Ordre de Charles III (Espagne), (1919)
- Commandeur de l'ordre de l'Étoile noire (Benin)
- Commandeur de l'ordre de l'Étoile d'Anjouan (France)
- Grand cordon de l'ordre militaire de Savoie (Italie)
- Grand Officier de l'ordre de la Couronne d'Italie
- ordre de 1re classe de Michel le Brave (Roumanie)
- ordre de Saint-Vladimir (Russie)
- Grand cordon de l'ordre du Ouissam alaouite (Maroc)
- Chevalier grand-croix de l'Ordre du Bain  (Royaume-Uni)
- Modèle:Déco Grand-croix de l'ordre Royal du Cambodge (1921)
- Sceptre de Jade de l'empereur Khải Định (Annam, 1922)
- Doctor honoris causa des universités de Harvard (États-Unis), de Porto (Portugal) et de Coimbra (Portugal)

### Hommages politiques
Le général de Gaulle rend hommage au maréchal et à plusieurs reprises: Extrait du discours prononcé à Reims le 6 septembre 1964 par le général de Gaulle pour le 50e anniversaire de la bataille de la Marne.
« ...si la guerre sanctionne impitoyablement les déficiences et les défaillances, elle ne ménage pas le succès à la valeur et à la vertu. Ce fut la fortune de la France que son armée... eut alors à sa tête un chef qui ne perdit point l'équilibre. Joffre avait vu se succéder les mauvais coups qui le frappaient..mais sa maîtrise de soi, la lucidité, l'obstination qui marquaient essentiellement sa puissante personnalité, préservèrent le général Joffre de ce renoncement du chef par où passe toujours le désastre....La France et son armée avaient vaincu sur la Marne et dès lors que la victoire eut fait passer dans l'âme du peuple et des soldats son frisson incomparable, le salut de la France dans cette guerre était assuré, quelles que pussent être les crises qu'il lui faudrait traverser avant le terme. Et quand, après un quart de siècle, d'immenses malheurs fondirent sur la Patrie, c'est la confiance de son destin, enflammée sur la Marne en septembre 1914 qui m'assura la foi et l'espérance de ceux qui ne renoncent pas. Tant il est vrai que dans la vie d'un peuple chaque action du passé entre en compte pour l'avenir. Il n'y a qu'une Histoire de France » 
Chaque année, à l'anniversaire de la naissance de Joffre, les hommes politiques déposent une gerbe et rendent hommage devant la statue équestre du maréchal de Rivesaltes et devant la tombe du maréchal à Louveciennes.

### Hommages, reconnaissance, popularité, et postérité
De très nombreux hommages ont été rendus au maréchal Joffre, sous des formes parfois inattendues…
- Le prénom de Joffrette a été utilisé, particulièrement entre 1915 et 1918, en l'honneur du vainqueur de la Marne.
- En 1918, il est élu à l'Académie française, au fauteuil 35 ; cet hommage donne ensuite naissance à l'expression une élection de maréchal, c'est-à-dire une élection non justifiée par les talents littéraires du postulant[g].
- Eugène Kuhlmann lui rend hommage en créant vers 1911 un cépage qui porte son nom : le Maréchal Joffre[135].
- Son nom a été donné à un gâteau roumain en janvier 1920 à l'occasion de sa venue dans le pays.
- Une variété de mimosa porte son nom, l'Acacia baileyana "Maréchal Joffre"[136].
- Une statue équestre à son effigie est inaugurée dans sa ville natale, Rivesaltes, dès le 22 novembre 1931, en présence d'André Maginot, alors ministre de la Guerre[137].
- Avec Foch et Gallieni, sa statue du « monument des trois maréchaux », sur l'esplanade de la Légion-d'honneur à Saint-Gaudens (Haute-Garonne), a été décapitée dans la nuit du 21 au 22 décembre 2018[138].
- Son nom est donné à deux établissements d'enseignement se trouvant en Languedoc-Roussillon, sa région d’origine :
  - le collège Joffre de Rivesaltes, sa ville natale des Pyrénées-Orientales ;
  - ainsi qu'au prestigieux lycée Joffre de Montpellier, ancien « Grand-Lycée-impérial ».
- En 1931, quelques mois après sa mort, son nom est donné à un paquebot des Messageries maritimes, le Maréchal Joffre ; ce navire fut exploité par l'US Navy pendant la Seconde Guerre mondiale sous le nom d'USS Rochambeau.

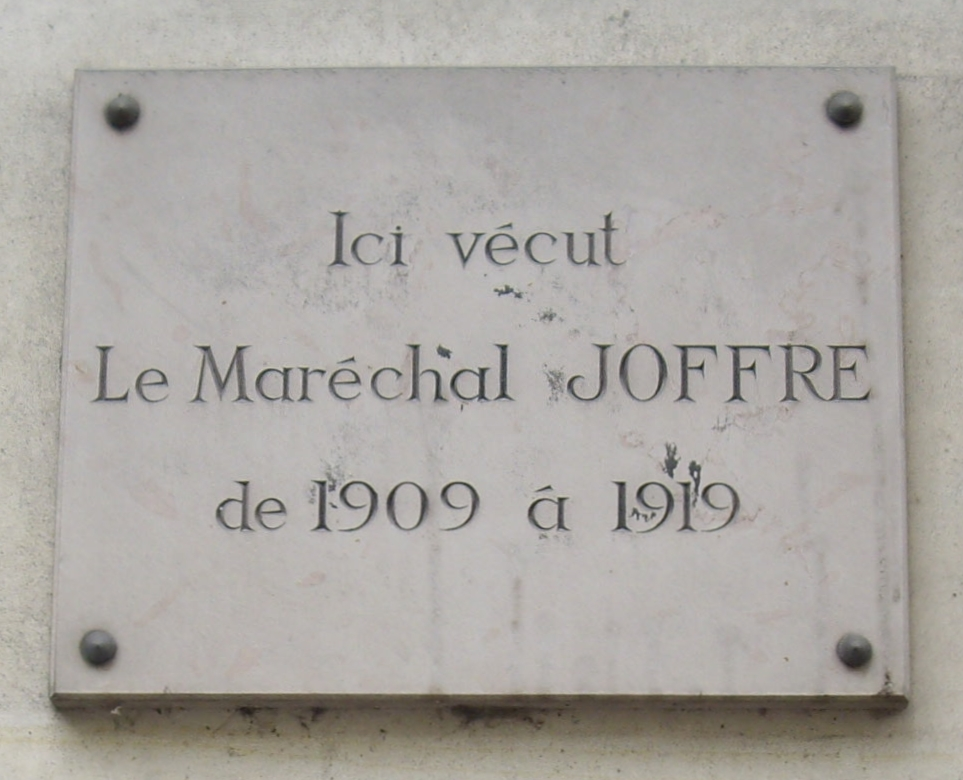
Plaque au 6 rue Michel-Ange, à Paris.

- Sur la façade de plusieurs immeubles du 16e arrondissement de Paris (aux 6 rue Michel-Ange[139], 115 rue de la Pompe, 17 avenue de Lamballe, où il vécut), plusieurs plaques lui rendent hommage.
- De nombreux lieux géographiques, places ou voies urbaines portent ou ont porté son nom :
  - le pic Joffre[140], un sommet (2 362 mètres) du massif du Canigou des Pyrénées-Orientales, situé environ 1,5 km au nord-nord-ouest du pic du Canigou ;
  - la presqu'île Joffre, une presqu'île du nord de la Grande Terre, principale île des îles Kerguelen relevant des Terres australes et antarctiques françaises (TAAF) au sud de l'océan Indien ;
  - le parc provincial Joffre Lakes, au sud-ouest de la Colombie-Britannique, au Canada, qui comporte :
    - les trois lacs Joffre (Upper, Middle et Lower),
    - le Joffre Peak (en), un sommet (2 721 mètres) de la chaîne Côtière ;

  - le mont Joffre (en), un sommet (3 450 m) situé sur le Continental Divide, dans le parc provincial Peter Lougheed en Alberta, et dans les parcs provinciaux Elk Lakes et Height of the Rockies en Colombie-Britannique ;
  - une ville malgache, Joffreville ;
  - une place de Barcelone (de 1922 à 1929, actuelle « place Vasquez de Mella ») et une avenue (de 1937 à 1942, actuelle « avenue de Bourbon ») qui longe la Barceloneta (côté port)[141] ;
  - une avenue à Bruxelles, à Fontenay-sous-Bois, à Orsay, à Rodez.. ;
  - un boulevard à Dijon ;
  - un grand boulevard de la ville de Tamatave, à Madagascar ;
  - le parc Joffre de Charny à Québec, Canada ;
  - la rotonde Joffre, gare de triage à Charny au Québec, Canada ;
  - une place d'Amiens, dans la Somme, avec sa statue placée au milieu d'un vaste rond-point ;
  - la place Joffre, à Paris, entre l'École militaire et le Champ-de-Mars, avec sa statue équestre ;
  - le pont Joffre à Orléans dans le Loiret ;
  - un quai à Cosne-Cours-sur-Loire, Courbevoie, Douai, Gien, Lannion, le quai Joffre à Lyon.. ;
  - la route Joffre qu'il a aménagée entre Masevaux et Thann, pour la libération de Thann en août 1914 ;
  - une rue Joffre à Bry-sur-Marne, une rue Joffre à Liège, d'autres à Malo-les-Bains depuis le 23 mars 1919[142], Hennebont, Margny-lès-Compiègne, Nantes, Rennes, une rue et une école au Havre, etc. ;
  - une avenue Joffre à Versailles ;
  - un bâtiment servant de logement aux élèves dans l'enceinte de l'École polytechnique (installée à Palaiseau depuis 1976), école militaire dont il était issue.
- Le « Joffre » est un jeu de cartes populaire à Bellechasse (Québec, Canada).
- Il donne son nom à la promotion 2003-2006 du lycée François-Arago de Perpignan dont il est issu.
- La cuvée Canon du Maréchal du « domaine Cazes » est un hommage au maréchal dont les vignes ont été rachetées par la famille Cazes en 1927.
- Joffre est encore cité dans plusieurs albums de la bande dessinée Achille Talon.
- Dépuis 1987, la maison natale du maréchal Joffre, située au 11 rue du Maréchal-Joffre à Rivesaltes, est un musée[h]. Elle porte aussi le nom de « musée du Maréchal Joffre ».
- Enfin, se fondant sur l'exemple napoléonien des titres de victoire, des admirateurs avaient même imaginé — proposition restée sans suite — que soit accordé au maréchal le titre de « duc de la Marne »[143]. En outre, Clemenceau s'était opposé à une proposition du gouvernement britannique de donner à Joffre un titre de noblesse (avec majorat)[144].